# サハリンの鉄道

路線図

サハリンの鉄道では、サハリン島の鉄道路線について解説する。第二次世界大戦末期のソ連対日参戦で、日本が実効支配していた南サハリンはソビエト連邦の統治下に置かれ、日本統治時代の南サハリンの鉄道もソ連軍を経てソ連運輸通信人民委員会（НКПС СССР, Народный комиссариат путей сообщения СССР）および同人民委員会を改組したソ連運輸通信省（МПС СССР, Министерство путей сообщения СССР）が編入。ソビエト連邦崩壊後はロシア連邦運輸通信省（МПС РФ, Министерство путей сообщения Российской Федерации）を経てロシア鉄道公開株式会社（ОАО «Российские железные дороги»）の路線となっている。

## 概要

サハリン州における路線建設廃止年

1945年8月のソ連侵攻によりソ連軍に接収された日本運輸省鉄道総局樺太鉄道局線を母体とし、1946年4月1日のソ連運輸通信省（МПС СССР）線への編入以後、同省の南サハリン鉄道局、極東鉄道局南サハリン支局およびサハリン支局、ロシア連邦運輸通信省サハリン鉄道局を経て2003年、ロシア鉄道サハリン鉄道支社が承継した。2010年以降は極東鉄道支社サハリン地域部（Сахалинский регион Дальневосточной железной дороги）が所管している。
軌間はかつての日本の国有鉄道標準の狭軌（1,067 mm）だったが、2003年からロシア鉄道標準の広軌（1,520 mm）への改軌工事を進め、2019年に一部線区を除き全線で広軌に切り替えた。残存線区も2020年秋までに改軌または休廃止され、以降狭軌で運行されている区間は存在しない。また改軌と並行して島内62か所にあった老朽橋梁の掛け替え工事も進められ、2019年改軌のコルサコフ - ノグリキ線マカロフ（旧知取駅）-トゥマーノヴァ＝サハリーンスコエ（旧柵丹駅）間に残存していた日本時代の橋梁に代わる新橋梁が2021年12月に供用開始されたことで、供用中の日本時代の鉄道インフラは皆無となった。
全線非電化で、営業キロは1992年には1,072 kmだったが、1990年代に支線区の休廃止が相次ぎ、2012年時点は804.9 kmであった。広軌化後も営業最高速度は狭軌時代と同じく全線で60km/hと規定しているが、引き続き軌道改良工事を行い、2025年頃をめどに最高速度を120km/hに引き上げることにしている。
全線で列車集中制御が行われており、指令所はユジノサハリンスク（コルサコフ - ノグリキ線コルサコフ - ドリンスク間およびザオジョールノエ - ノグリキ間）とホルムスク（シャーフタ＝サハリーンスカヤ - アルセンチェーフカ線の全線およびコルサコフ - ノグリキ線ドリンスク - ザオジョールノエ間）の2か所にある。列車番号は東岸は北行ノグリキ方が下り（奇数）で、西岸もユジノサハリンスク - ホルムスク線全通時代を基準に北行イリインスク方が下りである。このため、ユジノサハリンスクからアルセンチェーフカ - イリインスク線を経由して西岸に連絡する列車は、偶奇数2つの列車番号が設定されている。
輸送の主力はロシア鉄道が運行する貨物列車で、ワニノ・ホルムスク鉄道連絡船を経由した本土からの石油、建築資材、レールおよび鉄管などの金属製品、海上輸送用コンテナなどのほか、本土向け石炭の積み出し港ネヴェリスクまでの石炭貨物列車も多数運行されている。狭軌時代は軌間の違いを調整するため、連絡船との積み下ろし時には台車交換が必要だった。貨物列車最大重量はホルムスク＝ソルチローヴォチヌイ（ホルムスク操車場） - ユジノサハリンスク・ザオジョールノエ発着列車が900トン、コルサコフ - ウズモーリエ発着およびユジノサハリンスク - ポロナイスク - ティモウスク発着、ティモウスク - ノグリキ発着が3000トンと規定されていた。一方、旅客列車運行事業は2012年以降、ロシア鉄道子会社のサハリン旅客企業株式会社（АО «Пассажирская компания „Сахалин“»、本社・ユジノサハリンスク）が行っている。

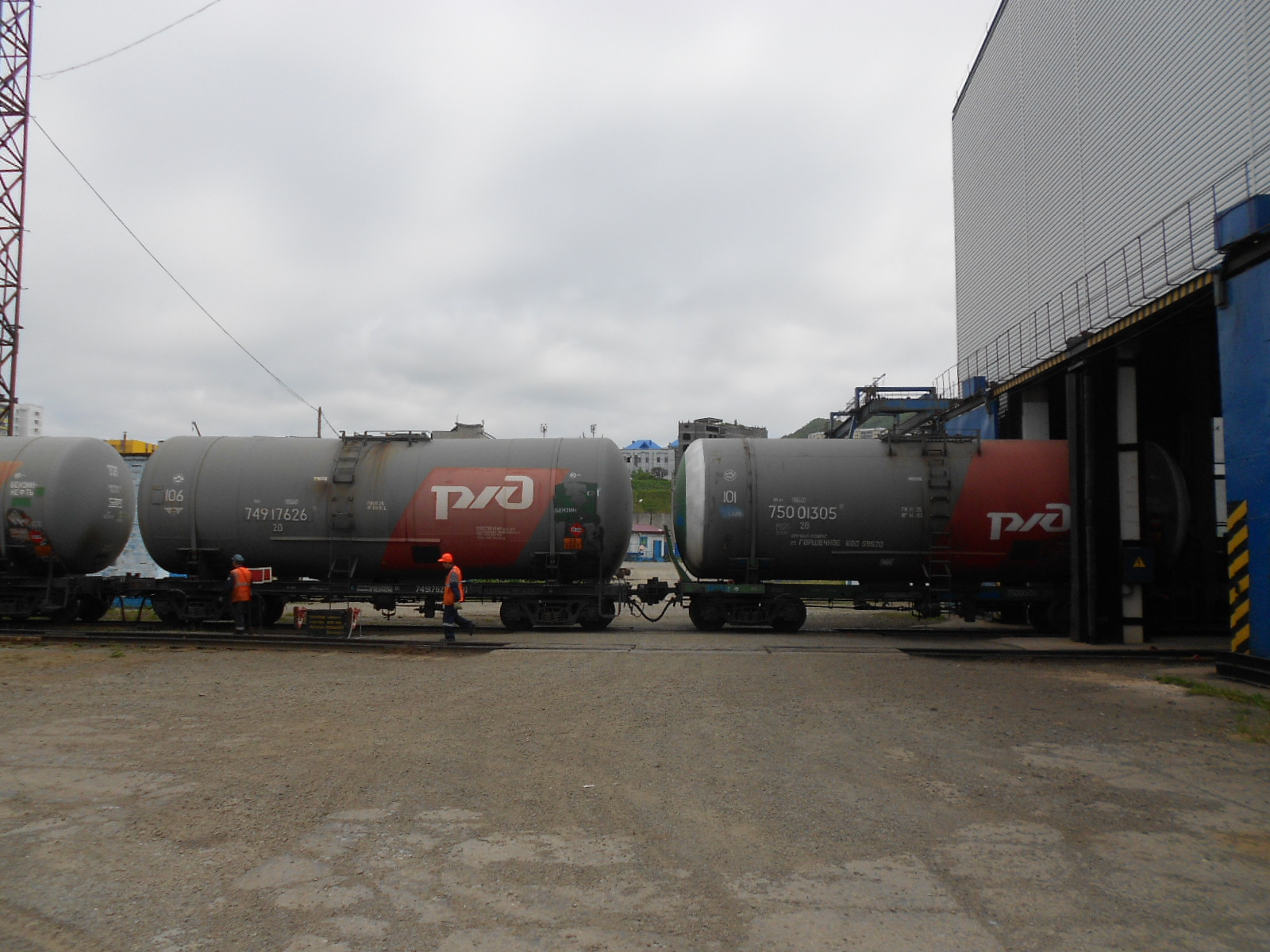
サハリンにおける鉄道輸送の主力である貨物列車（2016年、ホルムスク＝ソルチローヴォチヌイ駅）
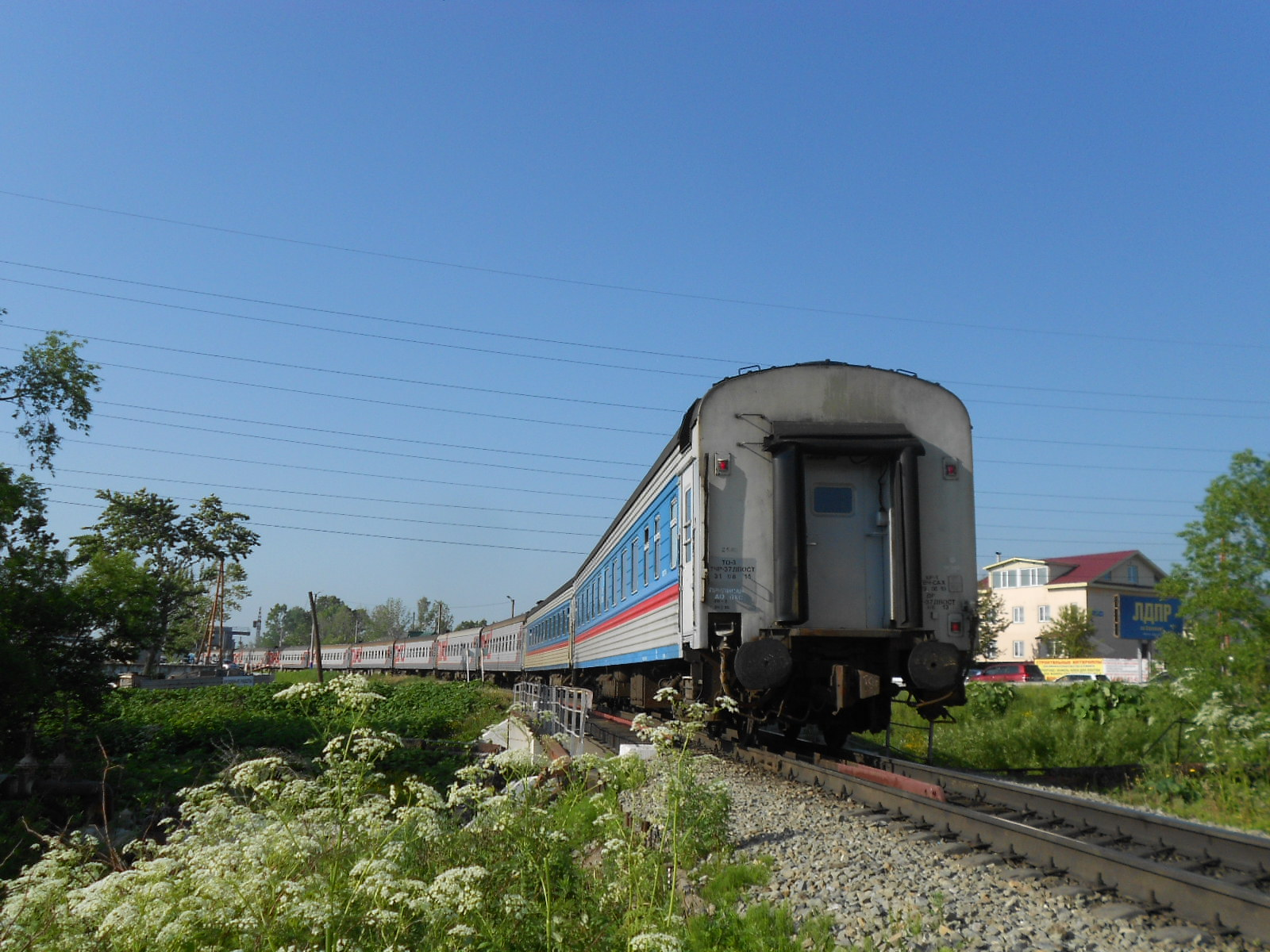
島内の旅客列車運行事業は2012年、子会社のサハリン旅客企業に分割された（2016年、ユジノサハリンスク - ユジノサハリンスク＝グルザヴォーイ間）

### 新型コロナウイルス感染症流行の影響
サハリン旅客企業は2021年4月5日改正の夏季ダイヤ以降、当面の間、愛称付列車「サハリン」号（ユジノサハリンスク - ノグリキ間）1往復2本の運休とユジノサハリンスク、ポロナイスク、スミルヌィフ、ティモウスク、ノグリキの各駅における手荷物取扱および荷物車の併結を休止する措置を取った。新型コロナウイルス感染症（COVID-19）流行の影響で、鉄道旅客が2021年年初で前年対比35 - 40%減と大きく下回ったことを受けたもので、2019年から2021年にかけての広軌化に伴う同社の設備投資負担増も重なり措置に踏み切った。同社は旅客減が一時的なもので流行の終息後は回復すると見ており、運休および業務休止に伴う関係職員の一時帰休が不可避との見解を示す一方、雇用は維持するとしている。

## 線区
ロシア鉄道が所管する線区は次の通りである。
- コルサコフ - ノグリキ線
  - ポールトコルサコフ（大泊港） - ユジノサハリンスク（豊原） -  ノグリキ間。旧樺太東線およびソ連運輸通信省の新設路線で構成。付随する支線区は2019年までに全廃[6]。
- シャーフタ＝サハリーンスカヤ - アルセンチェーフカ線
  - シャーフタ＝サハリーンスカヤ（内幌炭山） - ホルムスク＝セーヴェルヌイ（北真岡） - イリインスク＝サハリンスキー（久春内） - アルセンチェーフカ（真縫）間。旧樺太西線および南樺太炭鉱鉄道線とソ連運輸通信省新設の東西連絡線イリインスク - アルセンチェーフカ連絡線で構成。
  - 1999年、ホルムスク以南（シャーフタ＝サハリーンスカヤ - ホルムスク＝ソルチローヴォチヌイ間）の旅客列車を休止し貨物線化。2010年代にシャーフタ＝サハリーンスカヤ - シャーフティ間（旧南樺太炭鉱鉄道線のほぼ全区間）の貨物列車休止。2021年、ネヴェリスク - ホルムスク＝ソルチローヴォチヌイ間の定期旅客列車再開。
- ユジノサハリンスク - ホルムスク線
  - ユジノサハリンスク（豊原） - ホルムスク＝ソルチローヴォチヌイ（手井）間。旧豊真線で構成。
  - 1994年、ノヴォデレヴェーンスカヤ（奥鈴谷） - 77 kmピケート9間を廃止。ユジノサハリンスク方（ユジノサハリンスク - ノヴォデレヴェーンスカヤ間）、ホルムスク方（77kmピケート9 - ホルムスク＝ソルチローヴォチヌイ間）の両末端区間を支線化しユジノサハリンスク - ダーリニエ（西久保）間を除き旅客線化。2019年、ダーリニエ - ノヴォデレヴェーンスカヤ間廃止。2021年、チョールタフモースト - 77kmピケート9間を再開。

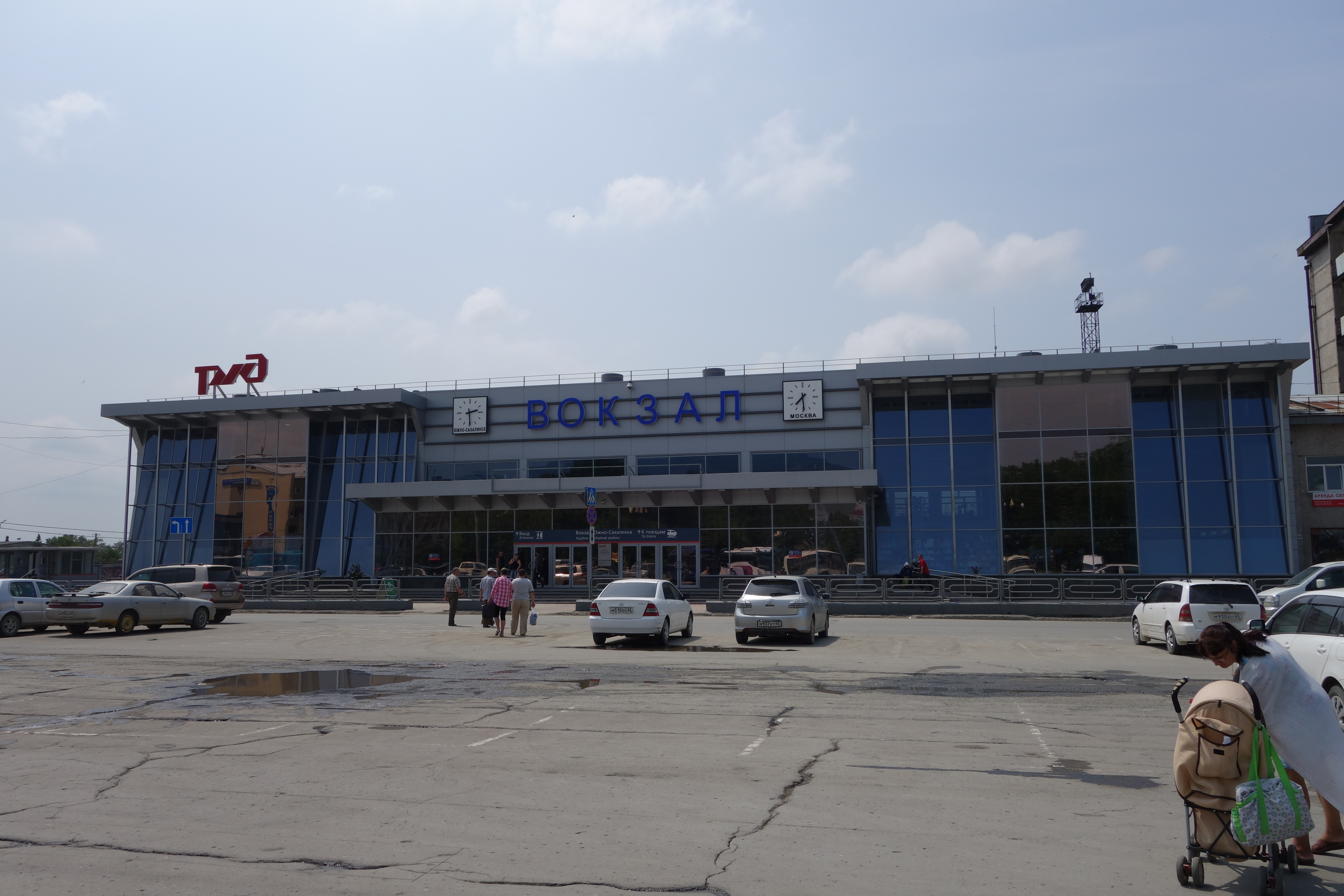
ユジノサハリンスク駅（2014年）
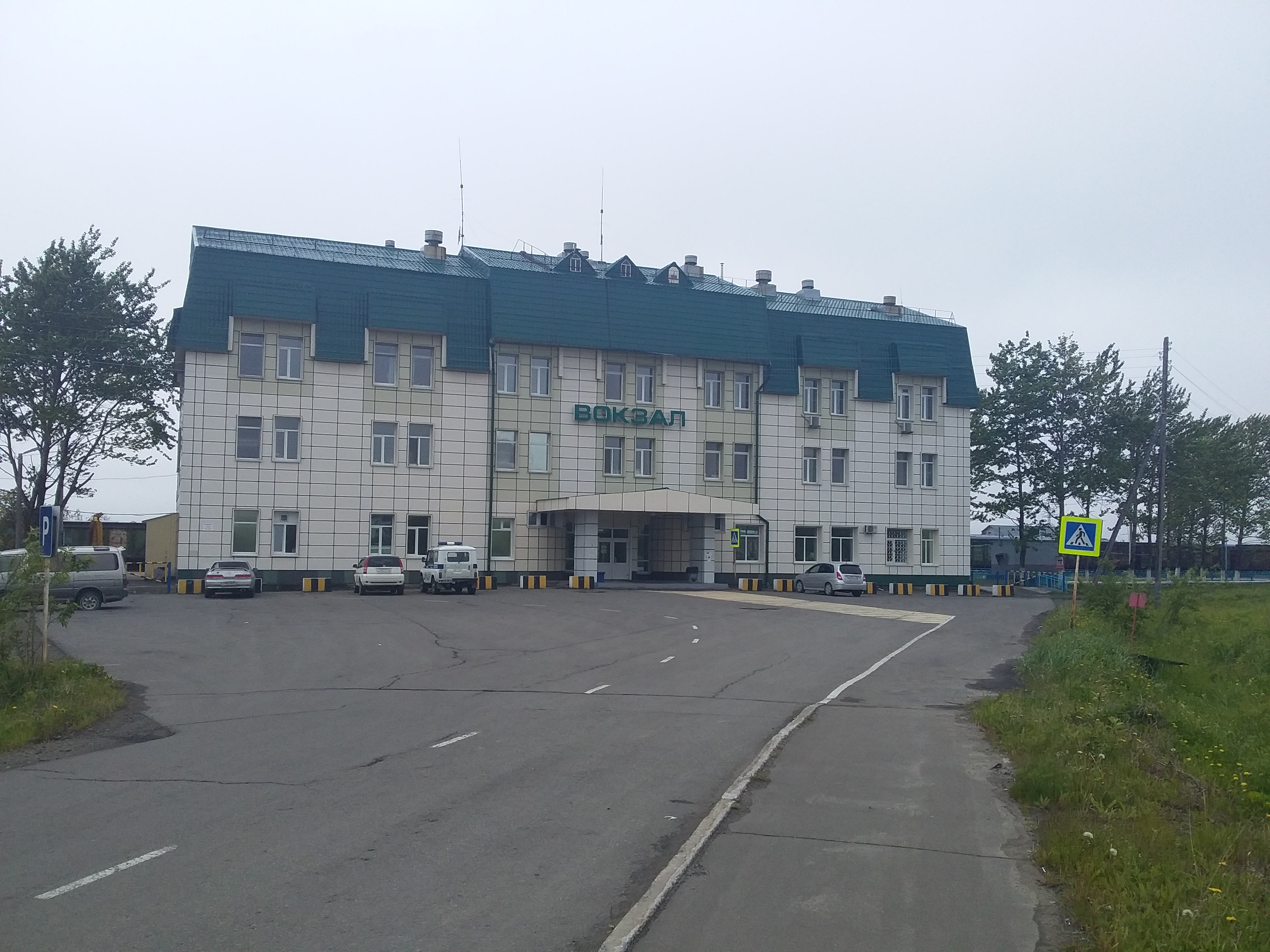
ポロナイスク駅（2018年）
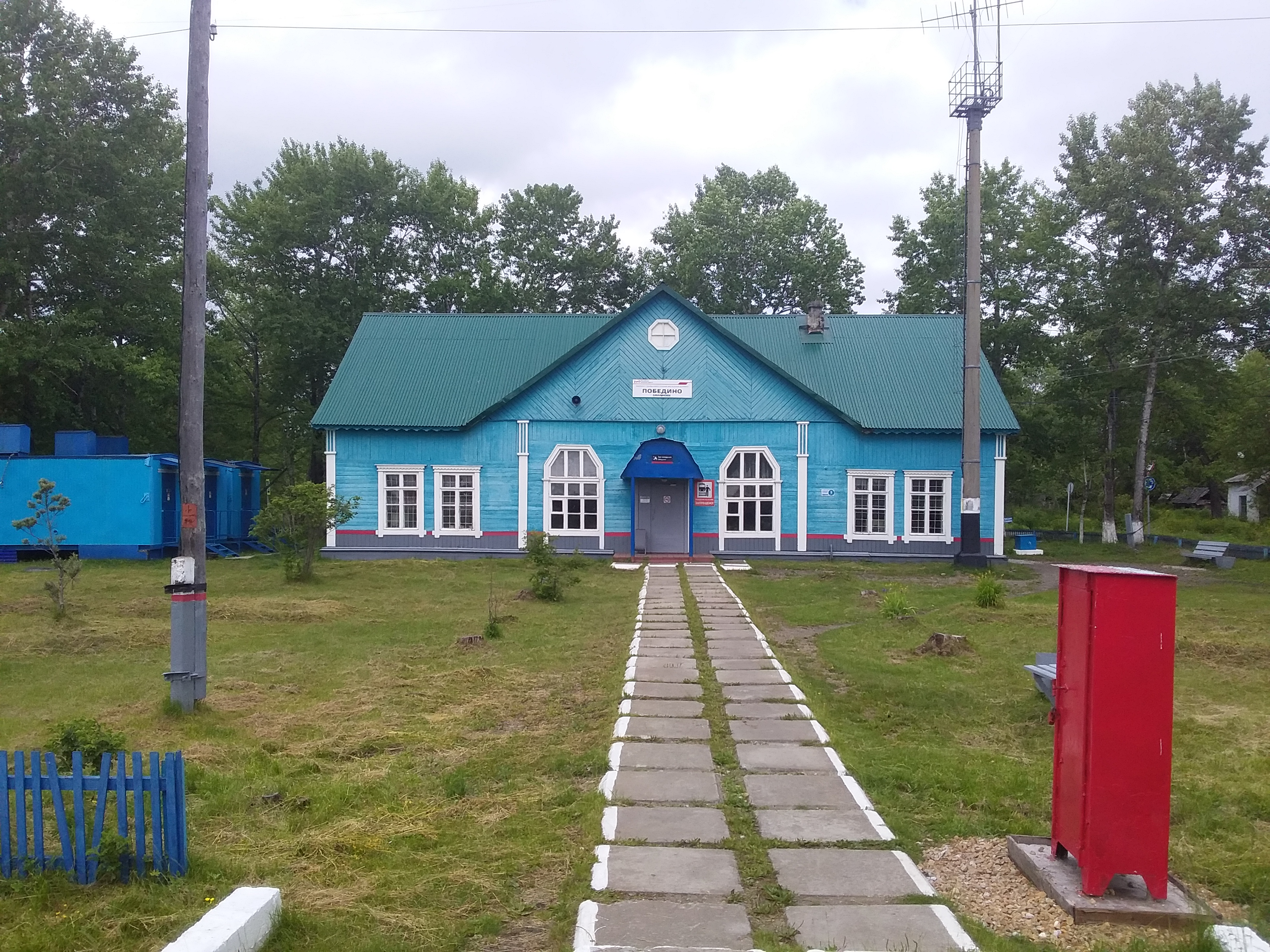
ポベージノ駅（2018年）
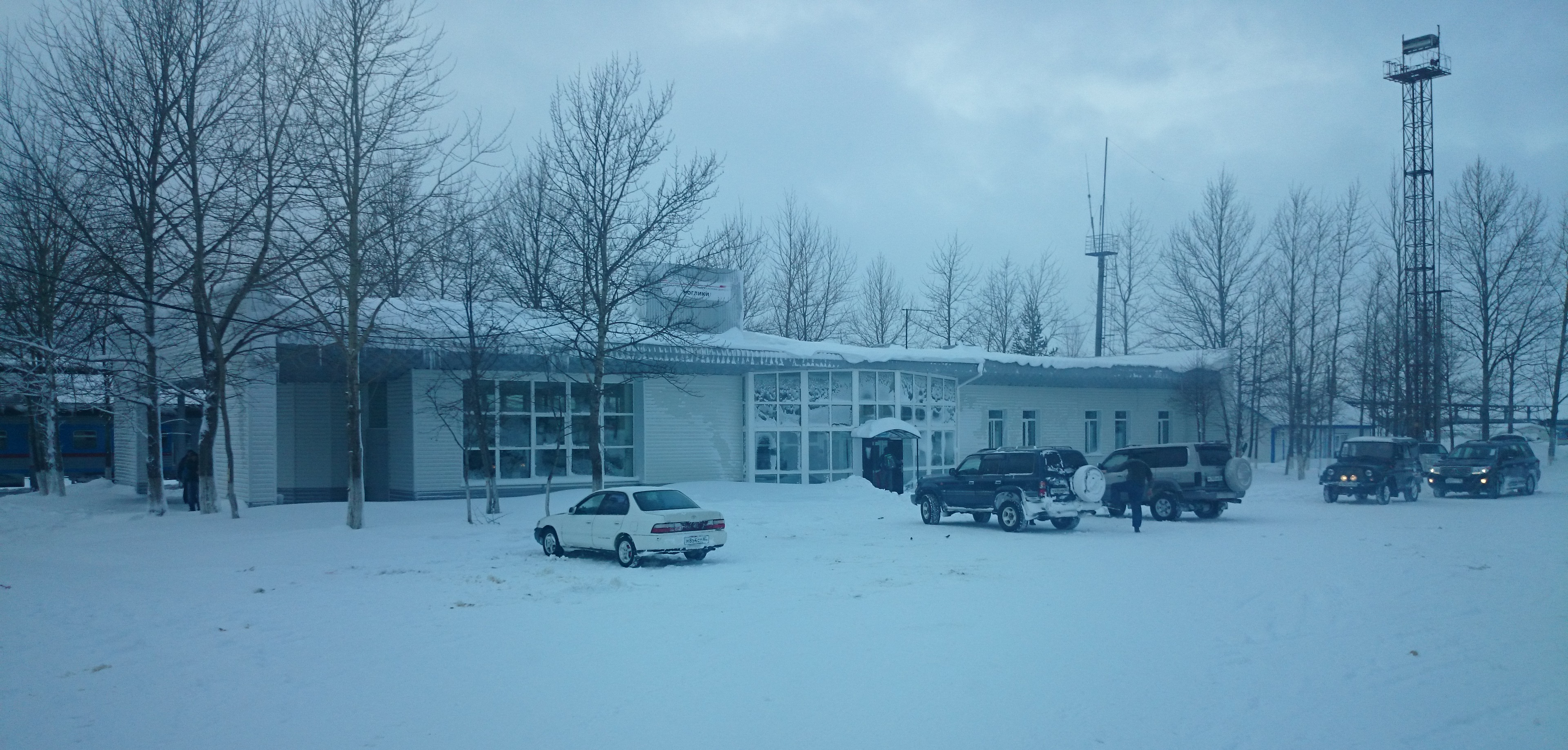
ノグリキ駅（2015年）
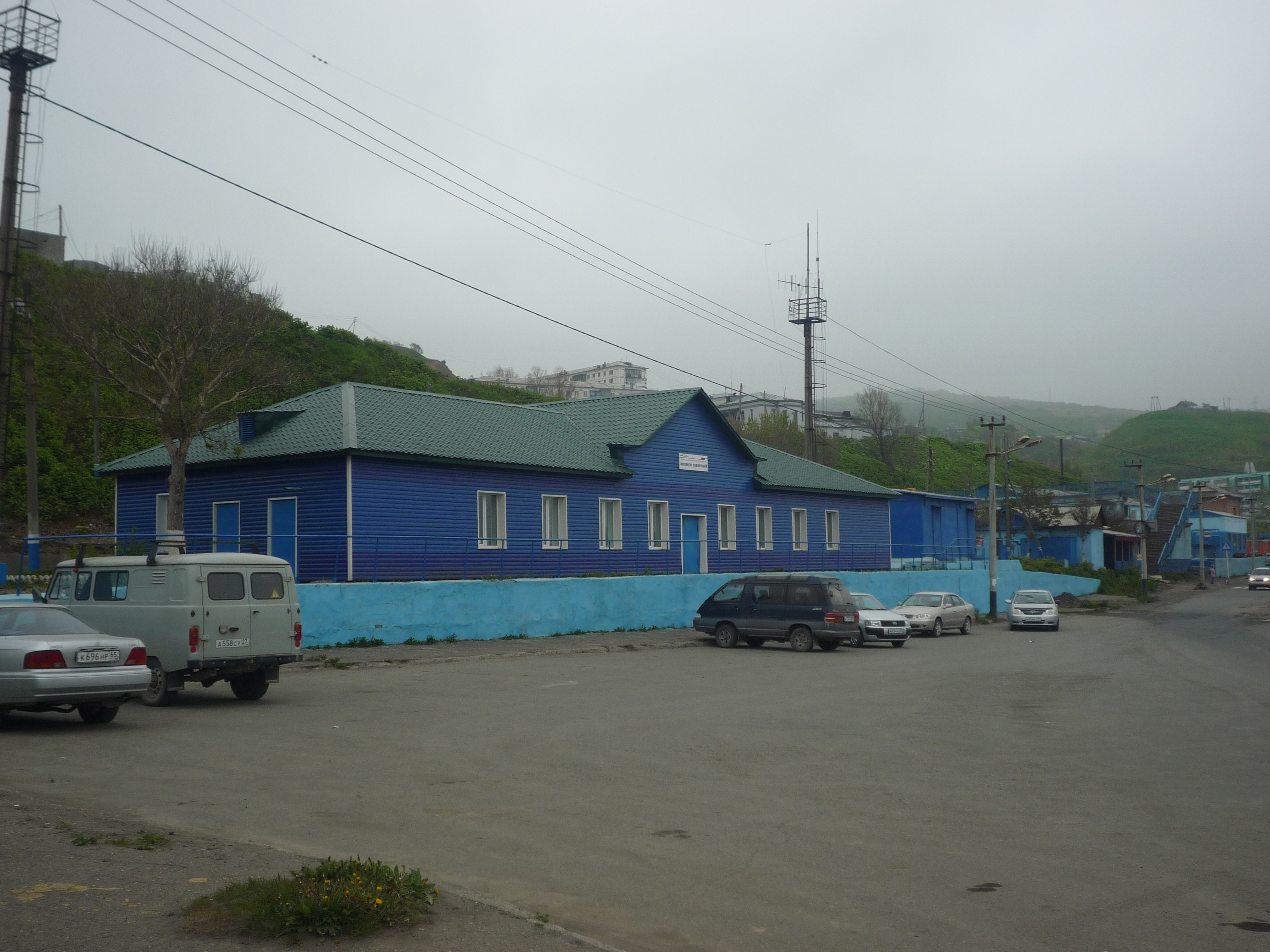
ホルムスク＝セーヴェルヌイ駅（2012年）

### その他の鉄道線
サハリン島内には現在ロシア鉄道が所管する旧連邦鉄道線のほか、かつて以下の各鉄道線が存在したがいずれも廃止された。このうちオハ・ノグリキ狭軌鉄道線はソ連時代の1986年、1067mmに改軌して極東鉄道局サハリン支局（当時）に移管してノグリキ以南の路線と直通させることになり、1998年の完成を目指して1990年に着工したが、ソ連崩壊に伴い2つの橋梁を建設したところで計画は破棄された。
- オハ・モスカリヴォ鉄道 - 総延長34km、軌間1520mm（1934年運行開始・1999年廃止）
- オハ・ノグリキ狭軌鉄道 - 総延長233km、軌間750mm（1925年運行開始・1953年全通・2007年廃止）
- ポロナイスク・ティフメネヴォ狭軌鉄道 - 1995年廃止
- ポロナイスク・トゥルダヴォイ狭軌鉄道 - 2015年廃止
- シャフチョールスク市貨物交通部狭軌鉄道 - 2017年廃止

## 機関区
ロシア鉄道の機関区は島内4か所にある。広軌化後のディーゼル機関車は全て主機関区のユジノサハリンスク区所属で、2021年現在、2М62形・2М62У形23両、ТЭМ18Д・ТЭМ18ДМ形19両、2ТЭ10М形3両、ТЭМ2形2両が配置されている。同区に配置されていた狭軌広軌両用のТГ16М形5両は広軌化後も台車を広軌状態に固定して島内で使用されていたが、2021年6月、全車がモスクワ鉄道支社オリョール操車場機関区に転配された。
РА3系ディーゼル動車は6編成12両（2020年時点）全車がユジノサハリンスク区に配置されているが、所属はサハリン旅客企業である。
このほかКЖДЭ16形操重車がユジノサハリンスク区、ホルムスク区、ポロナイスク区に各1両、КЖ461形操重車1両がホルムスク区に、ユジノサハリンスク子供鉄道のТУ10形ディーゼル機関車1両がユジノサハリンスク区にそれぞれ所属している。
広軌化前にはユジノサハリンスク区およびホルムスク区に狭軌用のТГ16形、ТГ22形、ТГ21形、ТГМ11形、ТГМ7形機関車とД2系ディーゼル動車が所属していたが、合理化のため2011年以降機関車はユジノサハリンスク区に、Д2系ディーゼル動車はペルヴァヤレーチカ区（ウラジオストク）に順次所属変更が行われ、狭軌区間が消滅した2021年までに全車運用を離脱した。またこれとは別にホルムスク区港湾支区に鉄道連絡船桟橋構内作業用の広軌用ТГМ7形機関車が配置されていたが、島内広軌化後の動静は不明である。
- 主機関区（Основное локомотивное депо:ТЧ）
  - ユジノサハリンスク機関区  (略号:極東鉄道局ТЧ-11→サハリン鉄道局・サハリン鉄道支社ТЧ-1→極東鉄道支社ТЧЭ-15)
    - コルサコフ - ユジノサハリンスク - ウズモーリエ - ザオジョールノエ
    - イリインスク＝ユージヌイ - アルセンチェーフカ
- 駐泊機関区（Оборотное локомотивное депо:ТД）
  - ホルムスク機関区 (略号:ТЧ-2)
    - シャーフタ＝サハリーンスカヤ - ホルムスク＝セーヴェルヌイ - アルセンチェーフカ

  - ポロナイスク機関区 (略号:ТЧ-3)
    - ウズモーリエ - ティモウスク

  - ティモウスク機関区 (略号:ТЧ-4)
    - ポロナイスク - ティモウスク - ノグリキ

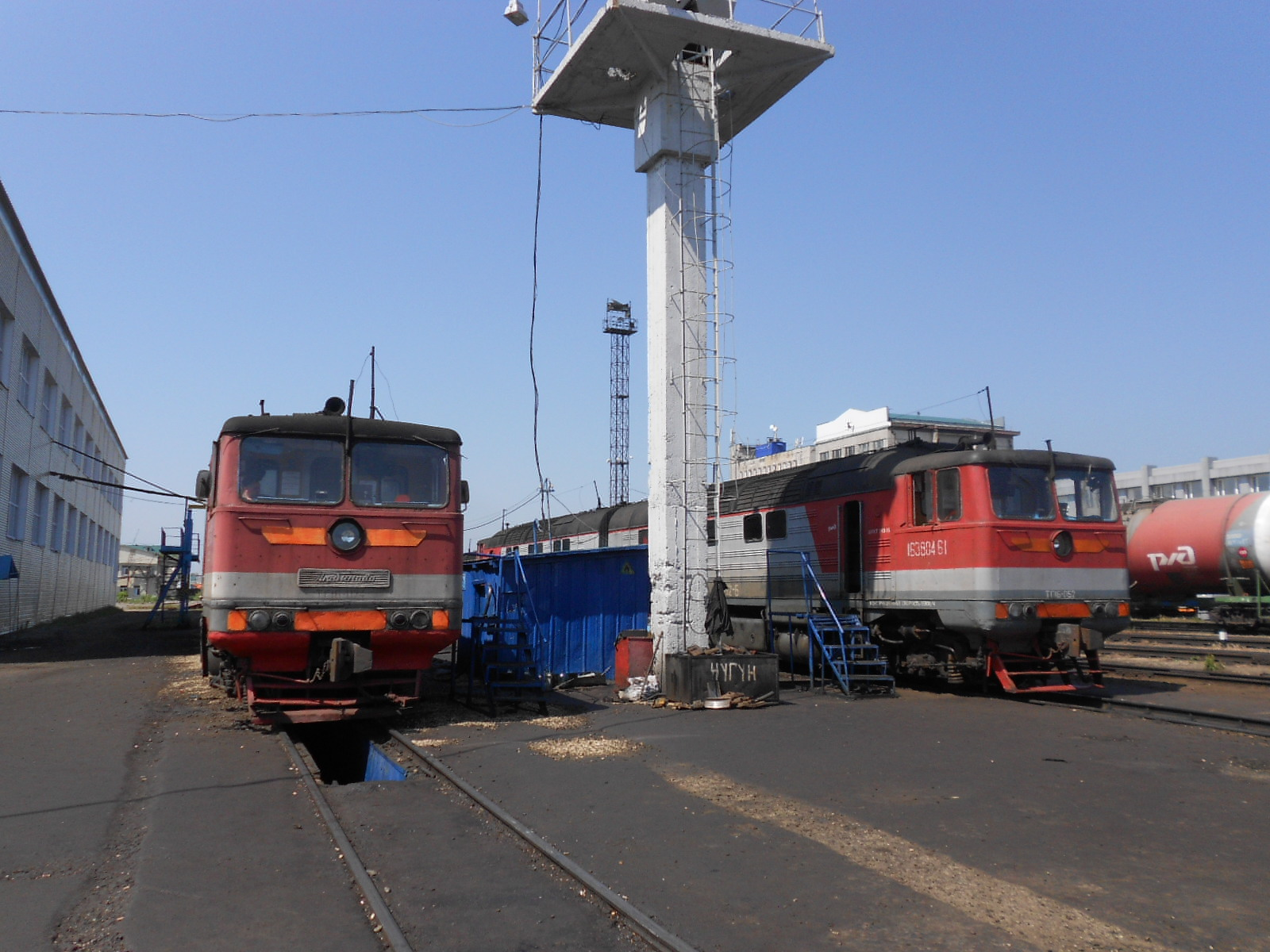
ユジノサハリンスク機関区（2016年）
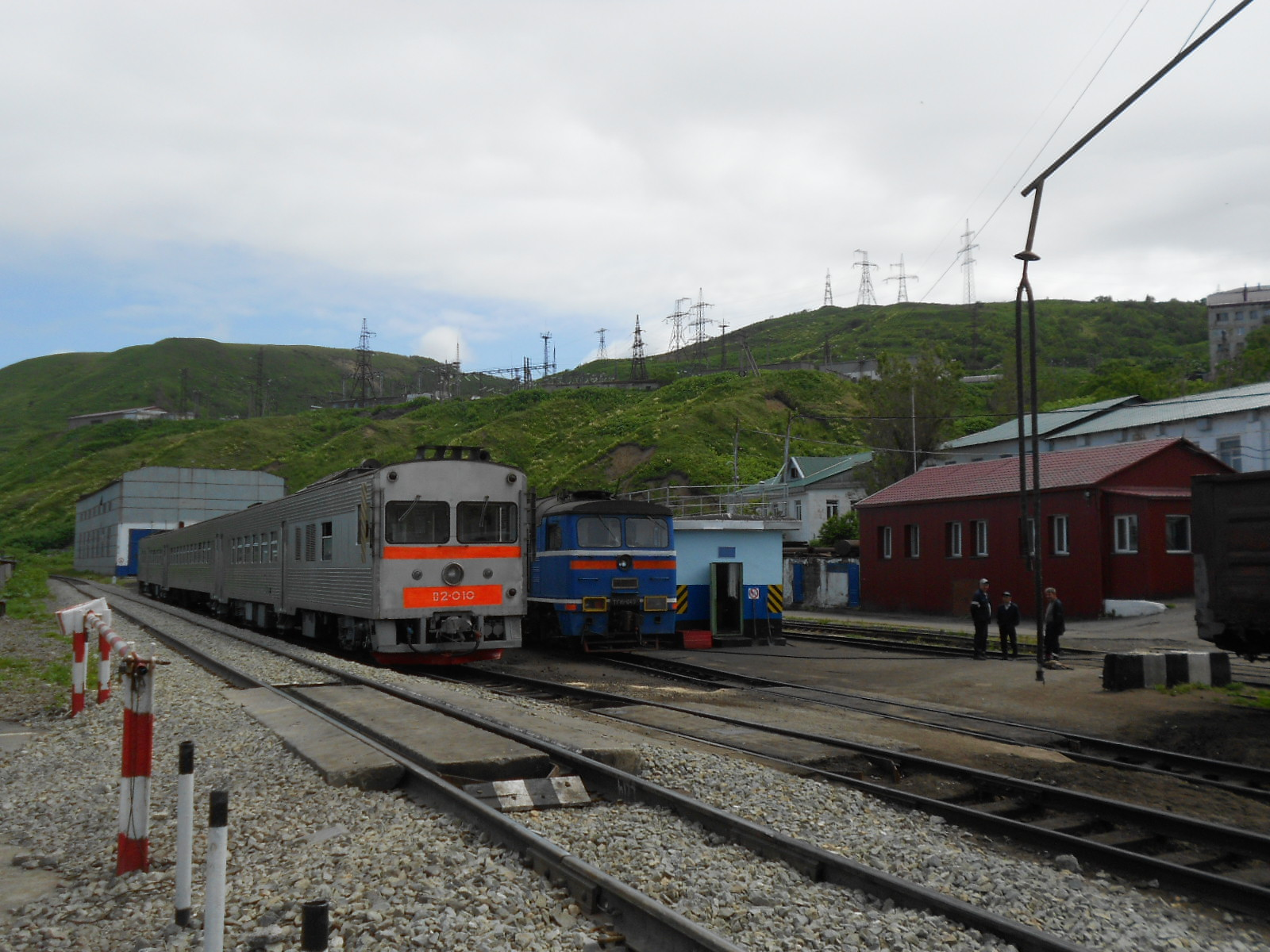
ホルムスク機関区（2016年）
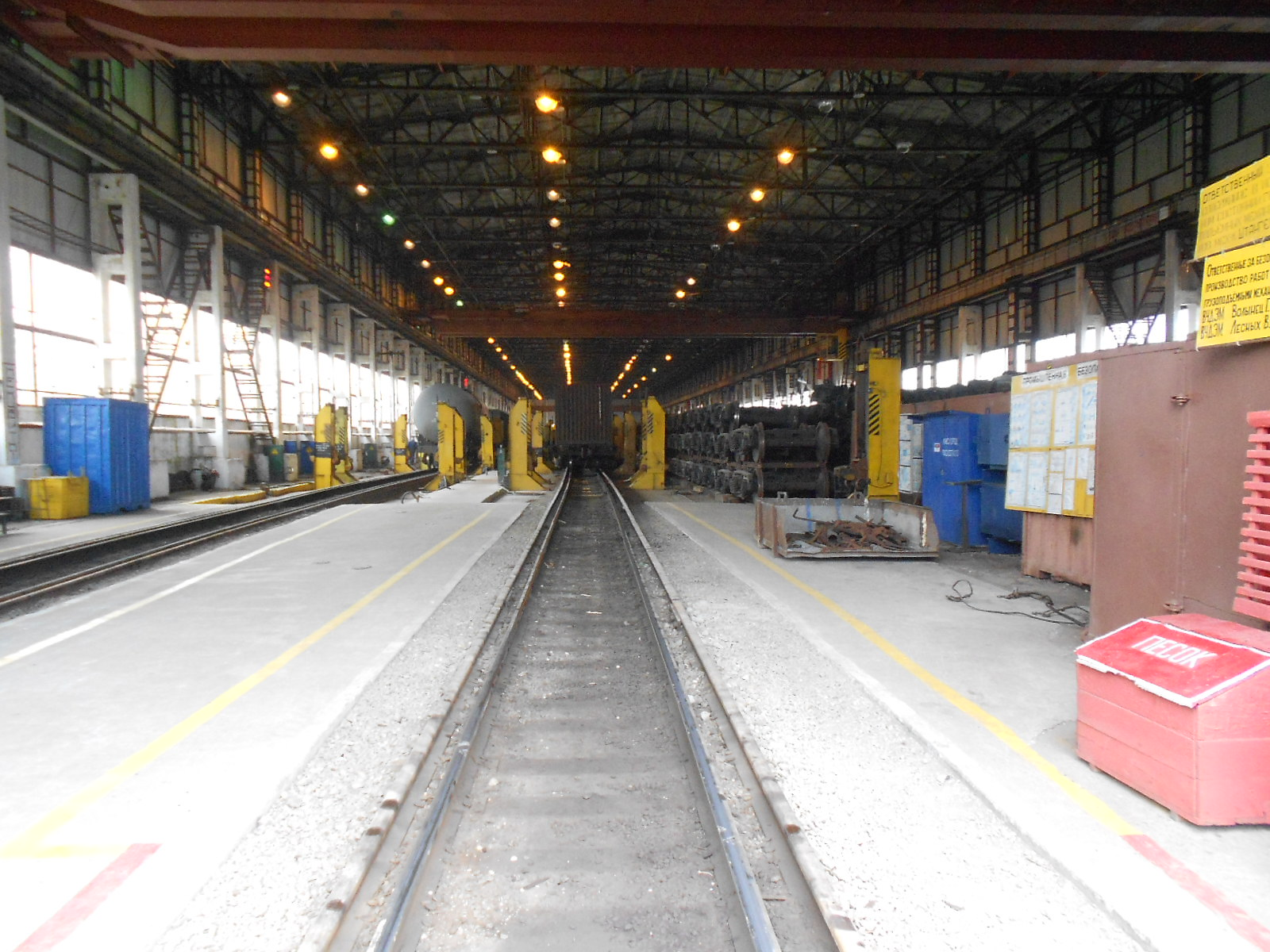
ホルムスク港の鉄道連絡船桟橋にあったホルムスク機関区港湾支区で広軌化まで使用された広軌・狭軌台車交換施設（2016年）
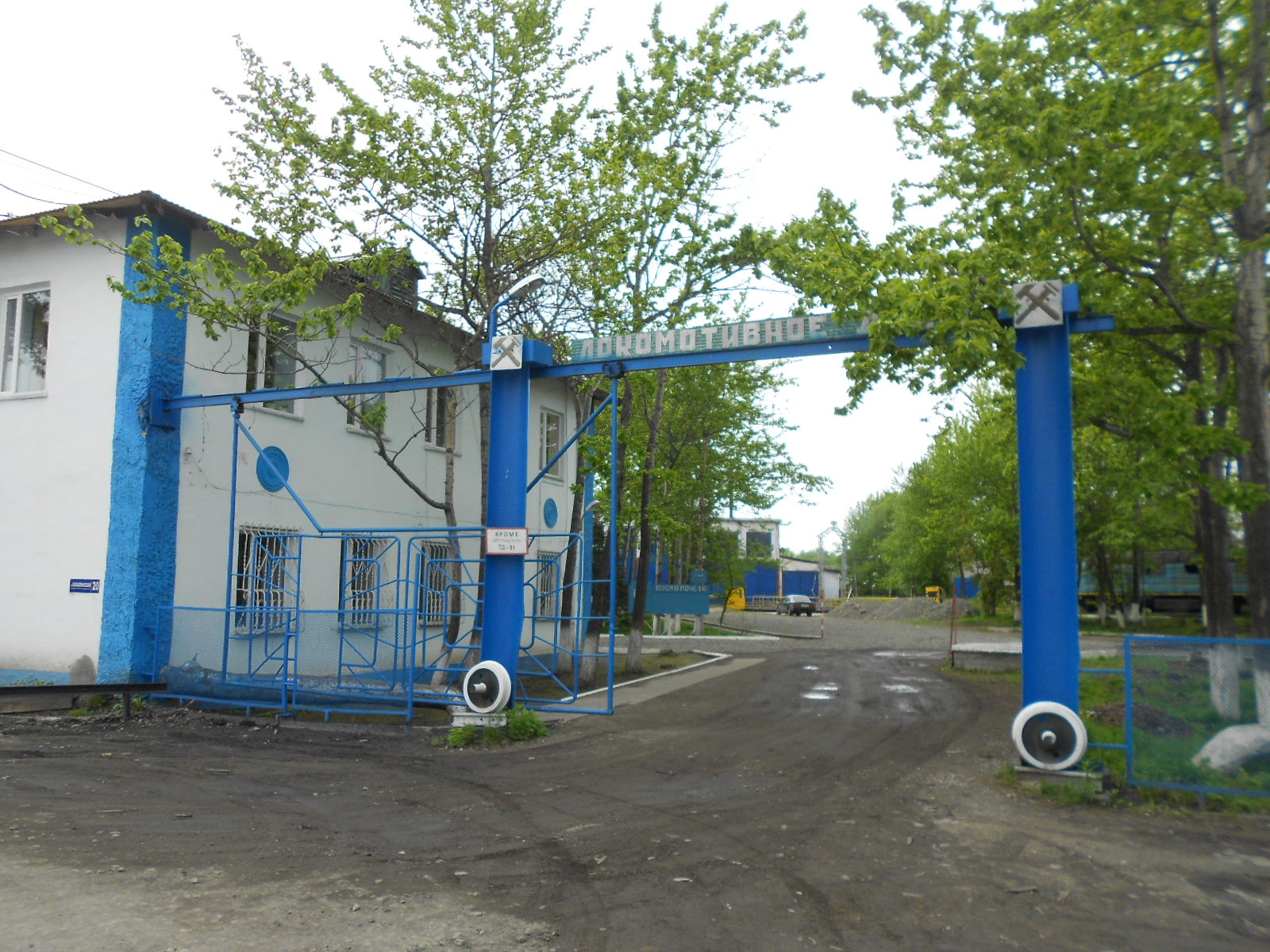
ポロナイスク機関区（2016年）
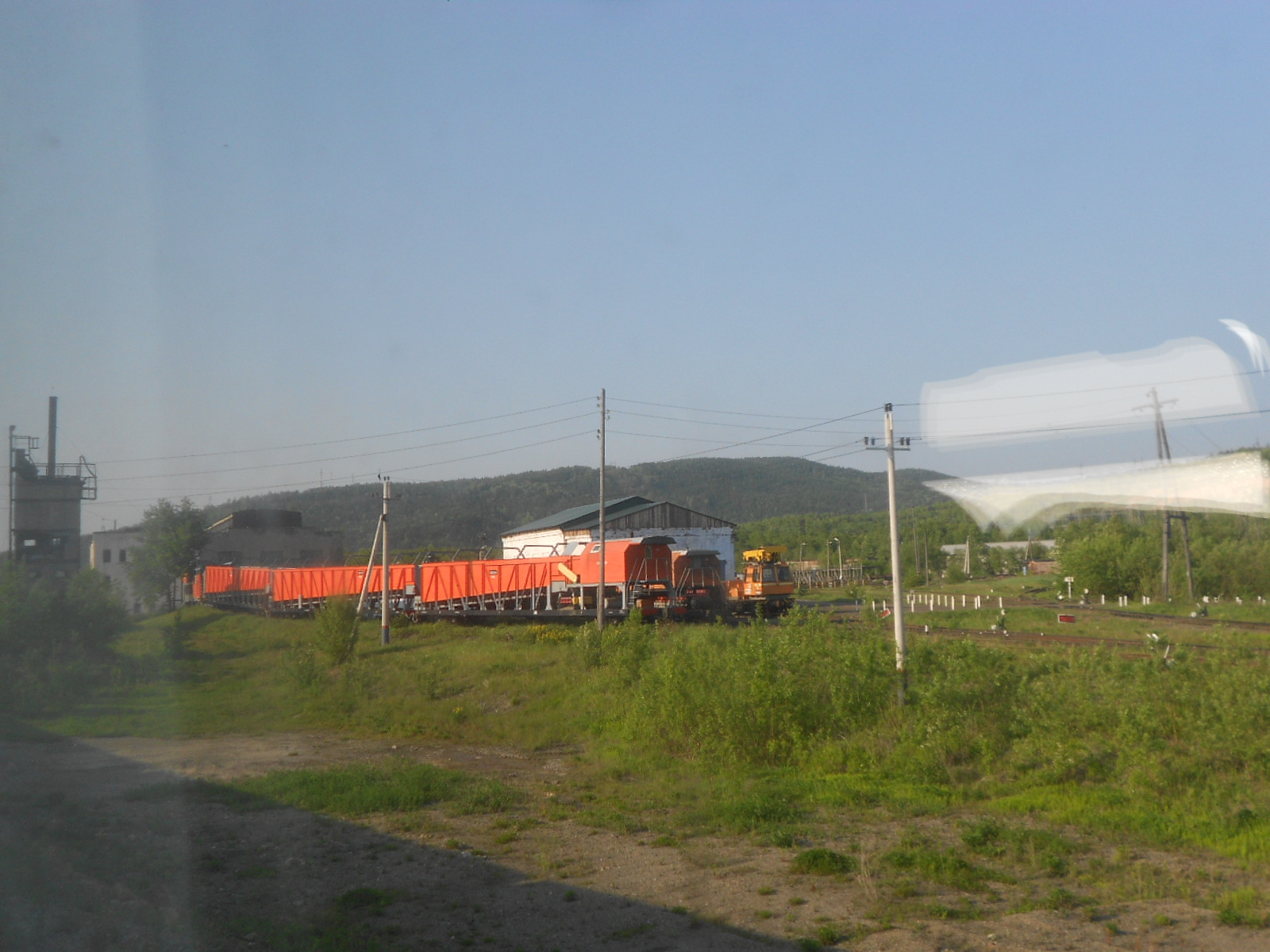
ティモウスク機関区（2016年）
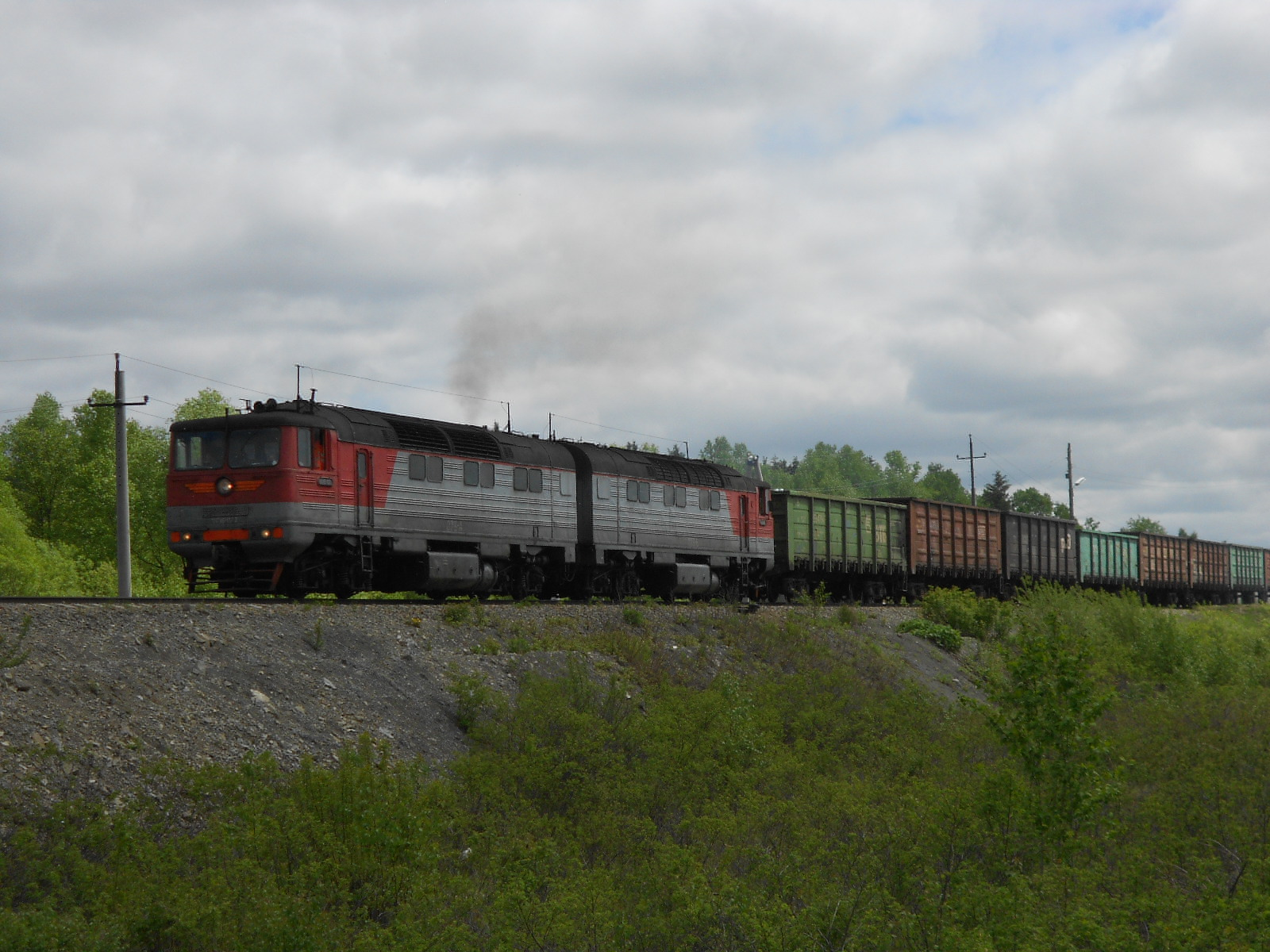
石炭貨物列車を牽引するТГ16形ディーゼル機関車。写真のТГ16-073（1973年3月新製配置）は2020年9月30日、狭軌営業運行の最後の動力車として77kmピケート9発ポリャーコヴォ行最終近郊列車を牽引し同年廃車（ポベージノ - ユージナヤハンダサ間、2016年）
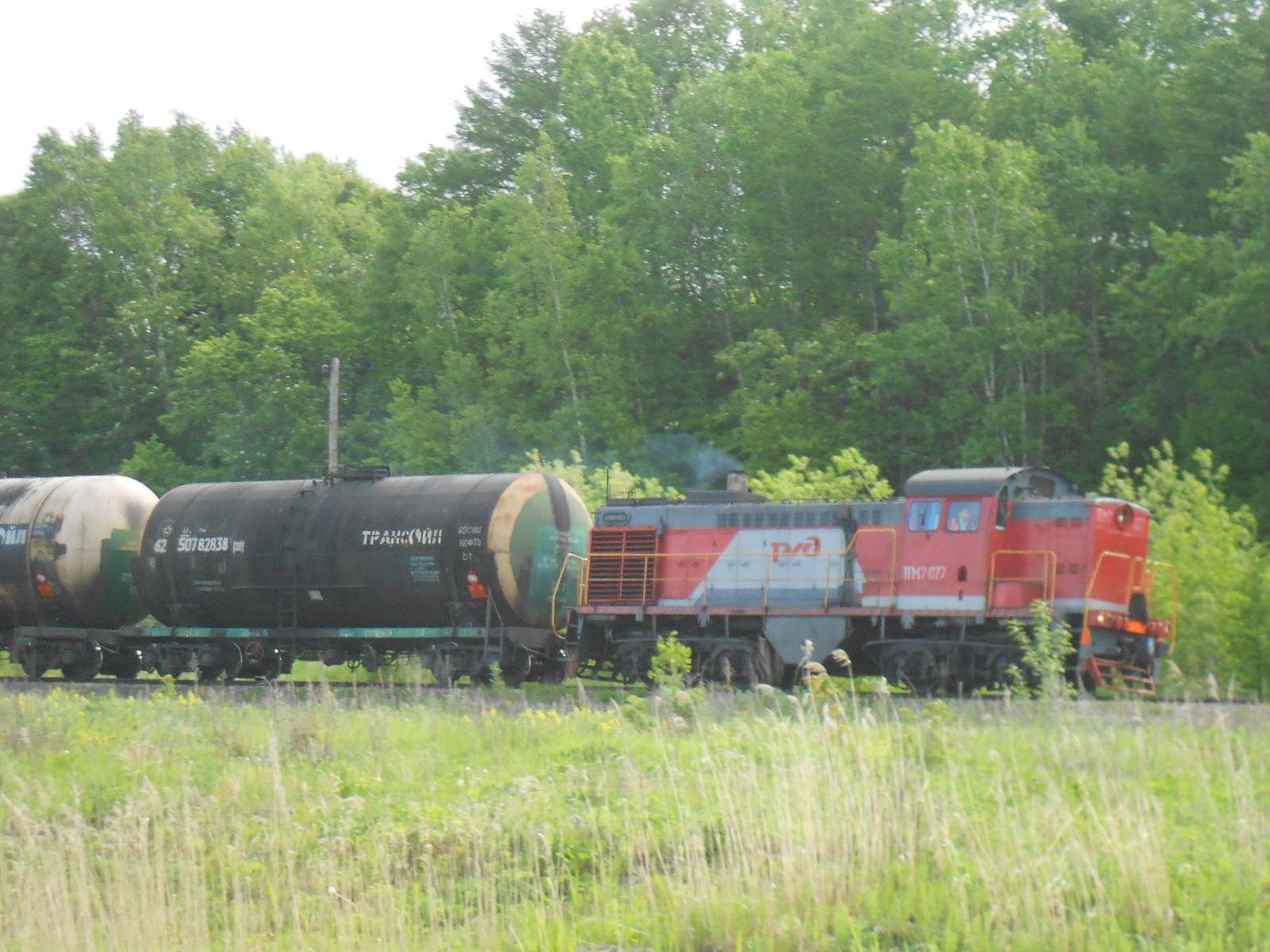
石油貨物列車を牽引するТГМ7形ディーゼル機関車。写真のТГМ7-027（1979年6月新製配置）は一斉広軌化の2019年に廃車（ダーチノエ - ミツリョーフカ間、2016年）
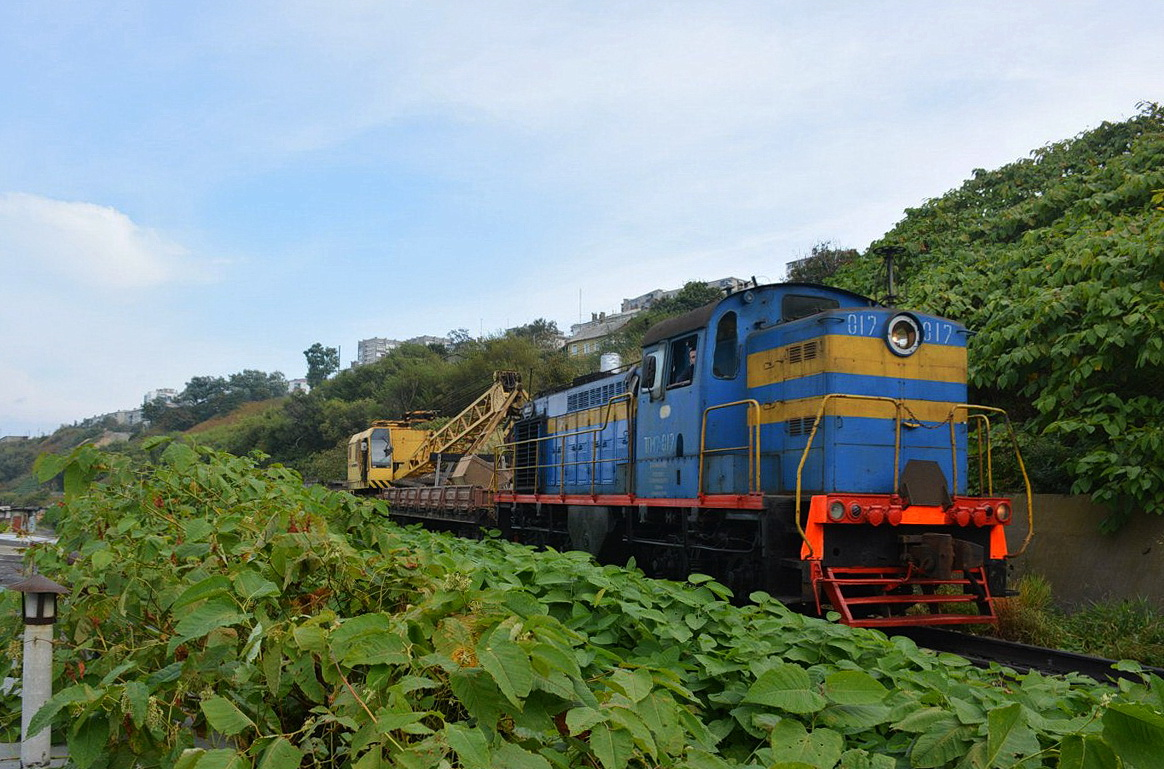
操重車を牽引する旧塗色のТГМ7形ディーゼル機関車。写真のТГМ7-017（1978年8月新製配置）は運用離脱後、2019年5月廃線の狭軌線区ソーコル - ブイコフ支線の軌道撤去に使用されたのち2021年廃車（ホルムスク＝ユージヌイ - ホルムスク＝セーヴェルヌイ間、2015年）

## 旅客列車種別
サハリン旅客企業がロシア鉄道線において運行する旅客列車の種別は次の通りである。
- 長距離列車（Поезд дальнего следования : ПДС）
  - ユジノサハリンスク - ノグリキ間。
  - 愛称付列車「サハリン」号（Фирменный поезд «Сахалин»、2001年運行開始、新型コロナウイルス感染拡大による乗客数減に伴い2021年4月以降一時運休中[4]）を含む。
- 急行列車（Экспресс поезд）
  - ユジノサハリンスク - ポロナイスク間。2021年運行開始。
- 近郊列車（Пригородный поезд）
  - サハリン南部（アルセンチェーフカ以南の東岸および西岸）および東岸中部ポロナイスク - ポベージノ間。

## 改軌と近代化
ロシア鉄道が所管する旧連邦鉄道線全線において、軌間を日本時代から承継した狭軌（1067mm）から本土と同じ広軌（1520mm）に全面的に改軌する「路線再建」（Реконструкция дороги）工事が2003年に開始された。既存狭軌での列車運行への影響を避けるため、軌道を1520mm・1067mm併用の三線軌条に対応したPC枕木付きに交換したのち、レールを外側に1本追加する方式で進められ、同時に老朽化が進んでいるトンネル・橋りょうの改築や線形改良も行われた。
工事中盤においては2018年に第1段階として西岸のシャーフタ＝サハリーンスカヤ - ホルムスク - アルセンチェーフカ間および東岸北部のアルセンチェーフカ - ノグリキ間を先行して改軌開業したのち、翌2019年に第2段階として東岸南部のコルサコフ - ユジノサハリンスク - アルセンチェーフカ間を改軌開業させる2段階の広軌化を見込んでいたことから、狭軌・広軌区間の双方で運行可能な軌間可変動力台車を装備したТГ16М形客貨両用ディーゼル機関車の新製が2014年から2016年まで行われたが、機器の信頼性に問題が見つかったほか、工事の進捗状況からホルムスクとユジノサハリンスクおよびノグリキ間の基幹線区が一斉改軌となる見通しとなったことから、増備は5ユニットで打ち切られ、ТЭМ18ДМ形ディーゼル機関車の島内への転配増備に方針を変更した。
ТЭМ18ДМ形は2018年に1両（386号機）が第二ハバロフスク機関区からユジノサハリンスク機関区に先行して転配された。のち改軌最終工事にともなう全面運休開始にあわせ、2019年6月にスヴェルドロフスク鉄道支社のチュソウコーエ（279号機）、スヴェルドロフスク操車場（336号機）、エゴールシノ（570号機）の各機関区所属および東シベリア鉄道支社ジマー機関区所属（712、713、714号機）の計6両がユジノサハリンスク機関区に転配された。
2018年3月までに全線の3分の2にあたる約600kmで三線軌条の敷設が完了し、同年夏季（5月-9月）には1日に最大10時間にわたって列車を運休して工事を進める「工務間合」（Технологических окна）が週5日実施された。その影響で並行道路が未舗装のスミルヌィフ以北を除く東西全線で列車本数の大規模な削減が行われ、鉄道代替バスの運行や臨時航空便の運航などが行われた。愛称付列車「サハリン」号は改軌工事終了まで運休し、この間、同列車用の上等車は同区間運行の長距離列車603・604列車に併結する代替措置を取った。

### 広軌での運行開始
2019年6月1日、ポロナイスク以北（ポロナイスク - ノグリキ）、ユジノサハリンスク以南（ポールトコルサコフ - ユジノサハリンスク）、旧豊真線の77kmピケート9 - ポリャーコヴォ（ホルムスク=ソルチローヴォチヌイ）間およびダーリニエ - ノヴォデレヴェーンスカヤ間を除く東・西岸の各線で、広軌用分岐器への交換や狭軌車両用の中央軌条を撤去するなどの最終工事のため貨物・旅客全列車の運行を取りやめた。ポロナイスク以北も6月28日から運休し、長距離列車603・604列車はポロナイスク - ノグリキ間の601・602列車に運行区間を短縮して6月26日まで運行した。運行再開は原則として9月1日ユジノサハリンスク発列車からの予定で、西岸のホルムスク - トマリ間は6月11日、東岸のポロナイスク - ポベージノ間は7月18日運行再開の予定と発表された。
一方、貨物列車を運行していないソーコル - ブイコフ支線について、ロシア鉄道が広軌化しないことを決めたため、サハリン旅客企業は同支線の近郊列車運行を5月31日をもって廃止し、同線区は事実上廃線となった。
また運休開始以降、狭軌車両の運行可能区間が大幅に縮小することを受け、Д2系気動車は5月までに全車が運用から離脱した。一方、広軌用の機関車としてТЭМ18ДМ形に加え、2М62形2両および2М62У形ディーゼル機関車13両（1983年～1992年製）が極東鉄道支社コムソモリスク・ナ・アムーレおよびウスリースク、モスクワ鉄道支社オリョール操車場およびノボモスコーフスク、ゴーリキー鉄道支社アグルィーズの各機関区からユジノサハリンスク機関区に転配され、運休中の広軌化工事作業用機関車として使用を開始した。
6月15日、西岸のホルムスクからアルセンチェーフカを経由して東岸のウズモーリエに至る区間（総延長161km）において、予定より4日遅れで工事が終了し、17時57分ポリャーコヴォ発トマリ行6115列車から、ТЭМ18ДМ形機関車牽引の広軌用台車装備客車による近郊列車の運行を開始した。翌6月16日には折り返しの5時35分トマリ発ポリャーコヴォ行近郊列車6116列車が運行された。9月1日にはコルサコフ - ノグリキ間、アルセンチェーフカ - イリインスク間、ホルムスク - イリインスク間の運行が再開され、ユジノサハリンスク - コルサコフ間、ユジノサハリンスク - トマリ間、ホルムスク - トマリ間ではロシア鉄道が全国で増備を続けている新型のРА3系ディーゼル動車3編成6両が投入された。9月10日にはユジノサハリンスク - ノグリキ間の愛称付列車1号・2号（「サハリン」号）および長距離列車603・604列車と、ユジノサハリンスク - ホルムスク線のうちユジノサハリンスク - ダーリニエ間の近郊列車の運行が再開された。
この時点で狭軌のまま残ったのは、1999年以降貨物線化されていた西岸のシャーフタ＝サハリーンスカヤ - アルセンチェーフカ線シャーフタ＝サハリーンスカヤ - ホルムスク＝ソルチローヴォチヌイ間と、ユジノサハリンスク - ホルムスク線ダーリニエ - ノヴォデレヴェーンスカヤ間および77kmピケート9 - ポリャーコヴォ（ホルムスク＝ソルチローヴォチヌイ）間の計3区間となった。ユジノサハリンスク - ホルムスク線の2区間では例年通り狭軌車両による夏季の近郊列車運行が行われたのち、同年11月の運行終了とともにユジノサハリンスク方のダーリニエ - ノヴォデレヴェーンスカヤ間が廃止された。
2020年にはРА3系ディーゼル動車3編成6両が増備され、「サハリン」号用のシャワー室・自動販売機付き新型客車9ユニット18両も新たに投入された。同年にはロシア鉄道が全国を対象に実施したРА3系の愛称募集でサハリン州から応募があった「オルラーン」（Орлан、ウミワシ）が選ばれ、6月2日にユジノサハリンスクで記念式典が開かれた。2021年2月1日にはユジノサハリンスク - ポロナイスク間でРА3系による急行列車（Экспресс поезд）1往復の運行が始まり、同年3月15日からは同区間で菓子、清涼飲料水の車内販売サービスも始まった。

### 広軌化の完了
狭軌で残った区間のうち、シャーフタ＝サハリーンスカヤ - アルセンチェーフカ線シャーフタ＝サハリーンスカヤ - ホルムスク＝ソルチローヴォチヌイ間は、ネヴェリスク着の石炭貨物列車用貯炭場シャーフティ（旧ラパーチノ停留場、ネヴェリスク管区アムールスコエ村）からネヴェリスクを経てホルムスク＝ソルチローヴォチヌイに至る約54kmが翌2020年に広軌化され、「鉄道労働者の日」の7月31日、ТГ16М形機関車牽引のポベージノ発ネヴェリスク行石炭貨物列車から運行を再開した。改軌にともないネヴェリスク - ホルムスク間の旅客列車運行も1999年の休止以来21年ぶりに再開され、一番列車として同年9月12日に同年増備のРА3系によるチャーター列車が運行された。翌2021年9月4日からРА3系1往復の定期近郊列車が運行を開始し、中間のズィリャンスカヤ駅で旅客扱いが復活。翌月のダイヤ改正でプラーウダ、リュブリノーの2停留場でも旅客扱いが始まった。
定期近郊列車運行再開に向けて2020年10月19日にネヴェリスクで開かれた公聴会で地区政府は、ポリャーコヴォ（ホルムスク＝ソルチローヴォチヌイ）以南のズィリャンスカヤを含む中間の6駅について旅客扱いを再開する計画を明らかにしており、今後も駅および停留場の旅客扱いが順次開始される見通しである。
一方、ユジノサハリンスク - ホルムスク線ホルムスク方の77kmピケート9 - ポリャーコヴォ（ホルムスク＝ソルチローヴォチヌイ）間（約8km）は当初廃線を前提に改軌の対象外とされたが、日本時代の鉄道遺構や自然環境の保全地区となった「魔の橋」（チョールタフモースト、旧宝台ループ線）周辺への観光需要を踏まえ、2020年に広軌化が決定した。島内最後の狭軌線区として2020年9月30日までТГ16形機関車牽引の客車による夏季の近郊列車が運行されたのち、77kmピケート9より約2kmユジノサハリンスク方の「魔の橋」直下に新設したチョールタフモースト停留場まで延伸して改軌工事を実施した。2021年5月1日の夏季運行開始からРА3系による近郊列車の運行を始め、一部列車は週末および休日にチョールタフモーストまでの延長運転を開始した。
各線区では2021年以降、高速走行に適した新しい保線基準のもと、引き続き3～5年程度をかけて軌道狂いの整正やロングレール化などの改良工事を進め、2025年頃をめどに営業最高速度を現行の狭軌時代の規定60km/hから120km/hに引き上げる予定である。

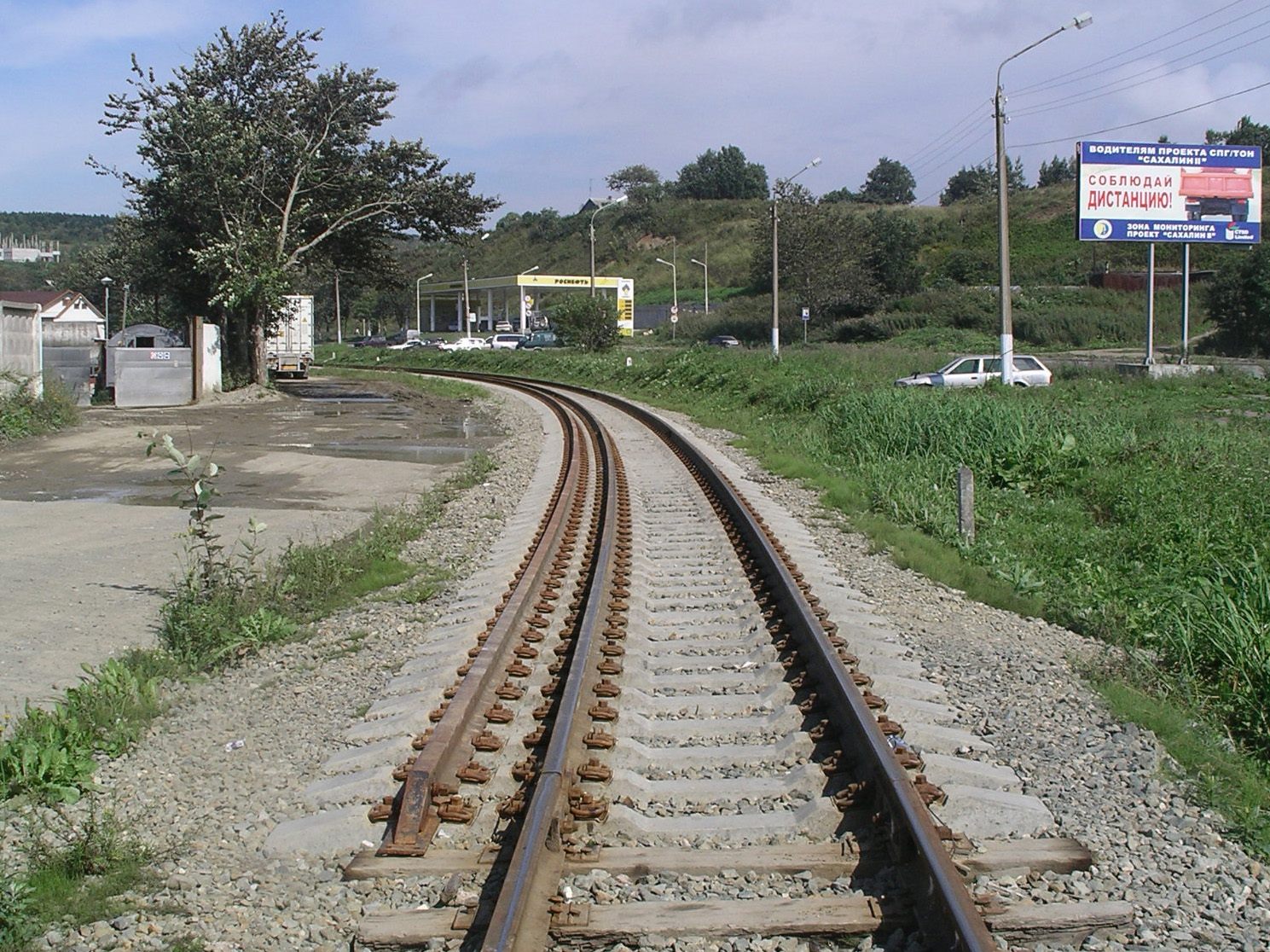
コルサコフ駅付近の改軌工事（2007年）
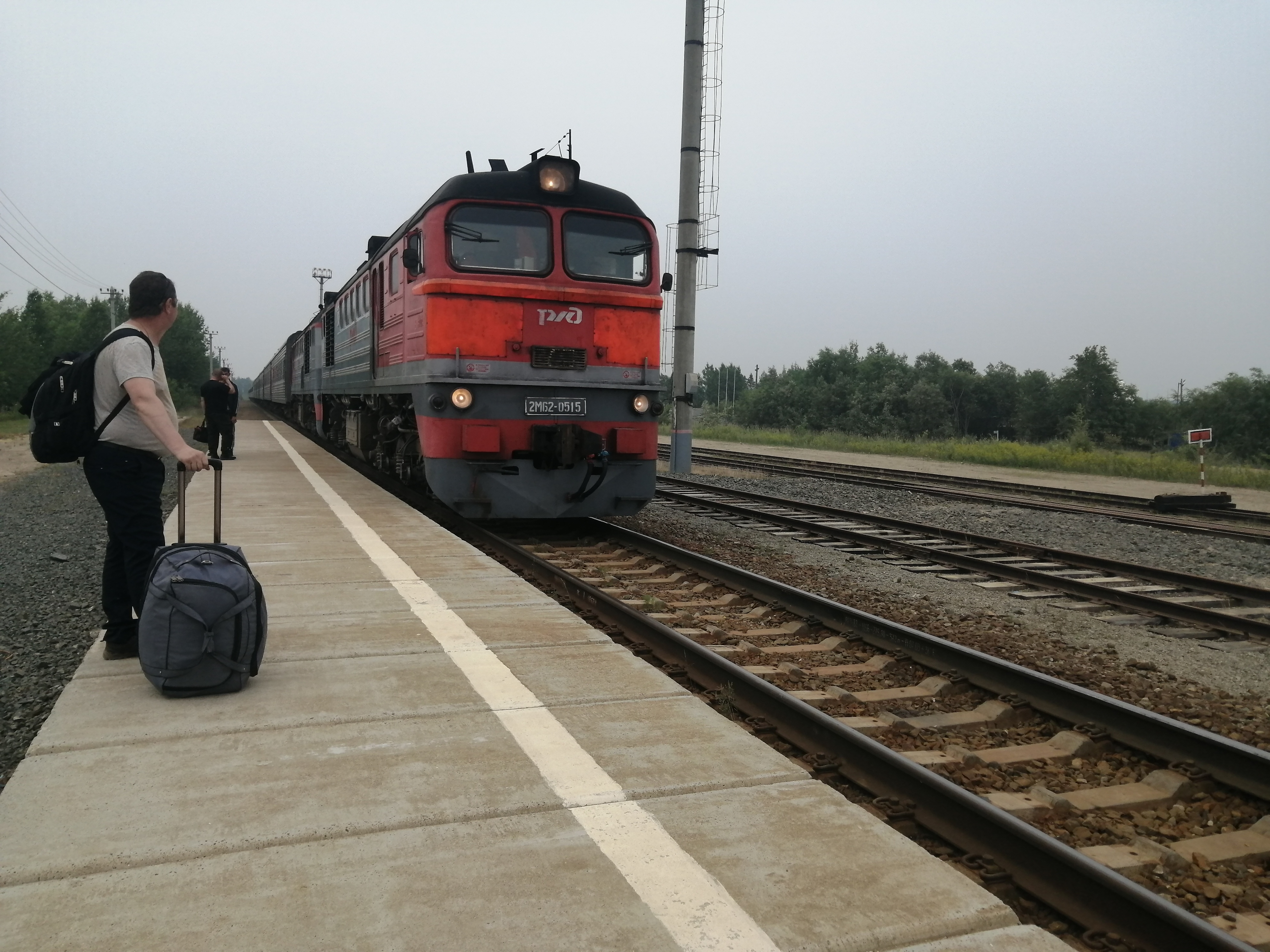
広軌化後のヌィーシュ駅に到着する2М62形ディーゼル機関車牽引の旅客列車（2021年）
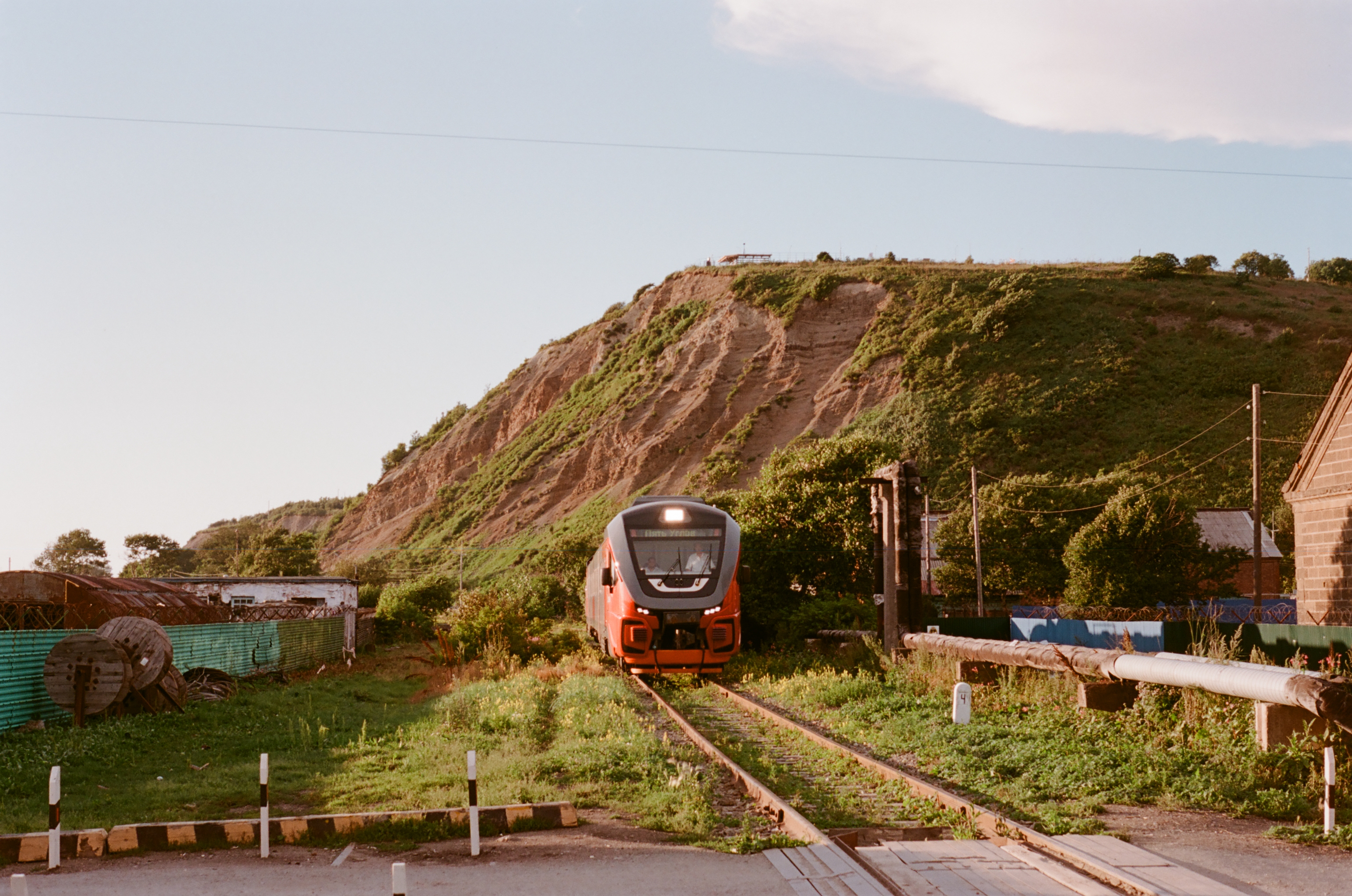
近郊列車および急行列車用として2019年から島内増備が続くРА3系「オルラーン」ディーゼル動車
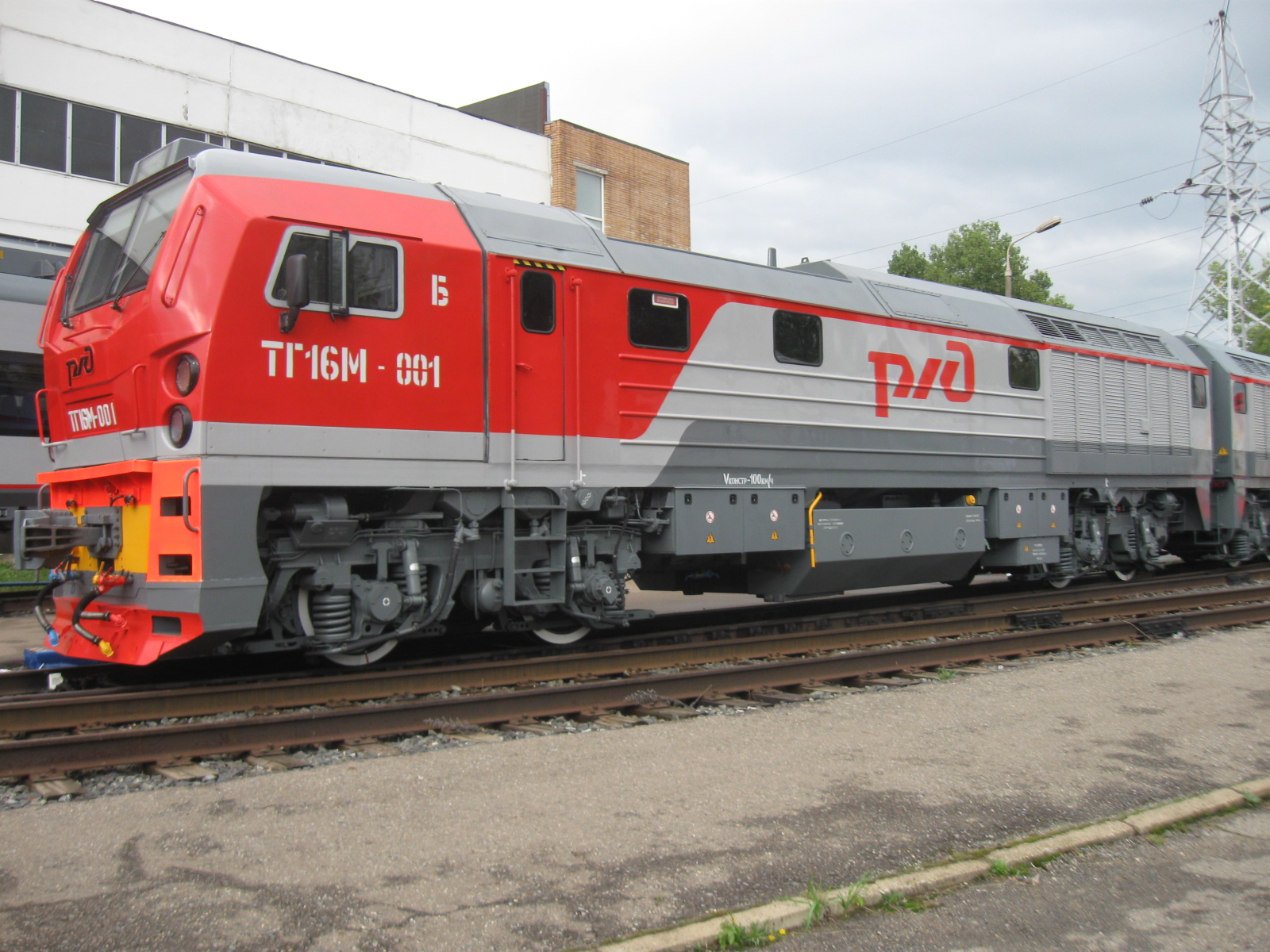
狭軌広軌両用のТГ16М形ディーゼル機関車。主要基幹線区が一斉に改軌する見通しとなったことから増備は打ち切られ、2021年にモスクワ鉄道局オリョール操車場機関区に転配。
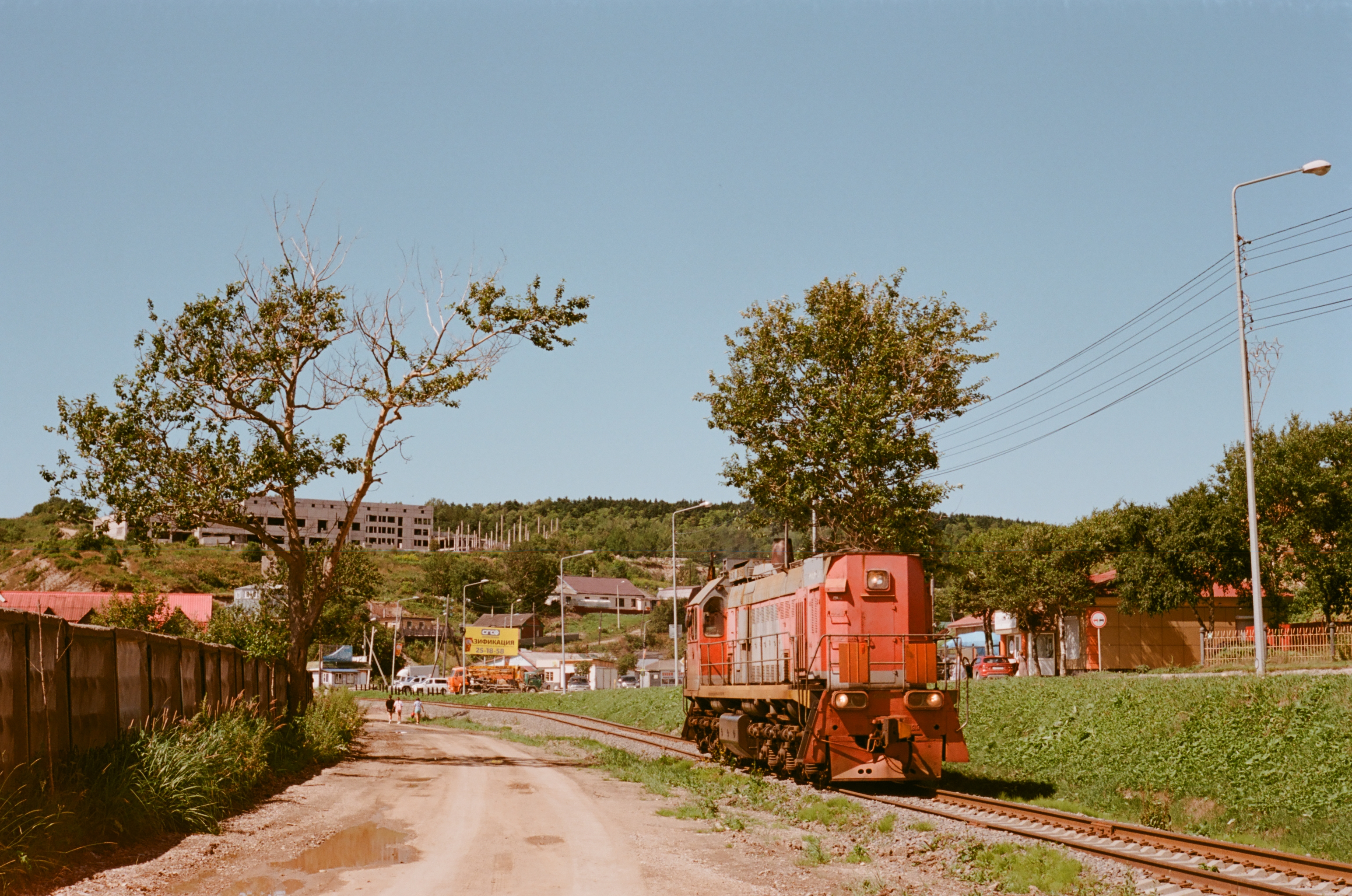
2М62・2М62У形とともに改軌後の主力機関車となっているТЭМ18ДМ形ディーゼル機関車

## サハリン鉄道歴史博物館
ユジノサハリンスク駅に併設するロシア鉄道サハリン鉄道歴史博物館（Музей истории Сахалинской Железной Дороги）は、日本統治時代に由来するサハリン狭軌鉄道線の歴史をテーマに2004年7月30日に開館した。
樺太庁鉄道時代の1939年に新製された雪かき車（愛称「ワジマ」）や2軸長物車のほか、戦後日本から輸出されたD51形蒸気機関車、島内無煙化を実現させたТГ16形ディーゼル機関車、1993年から2000年まで使用されたК-1形ディーゼル動車（元JR東日本キハ58形気動車）などの1067mm軌間車両と、オハ-ノグリキ狭軌鉄道の750mm軌間車両が展示されている。

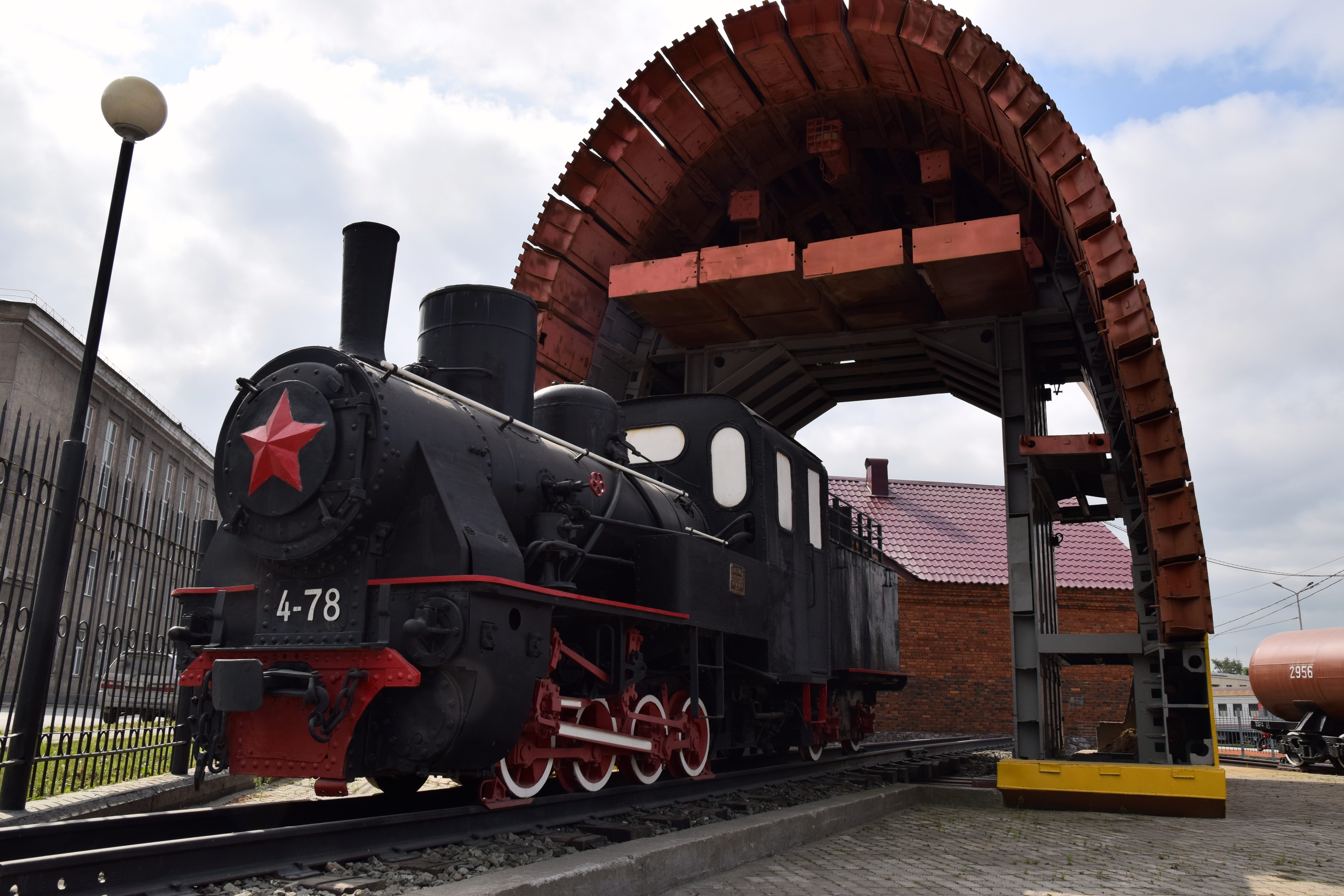
159形蒸気機関車159-4-78
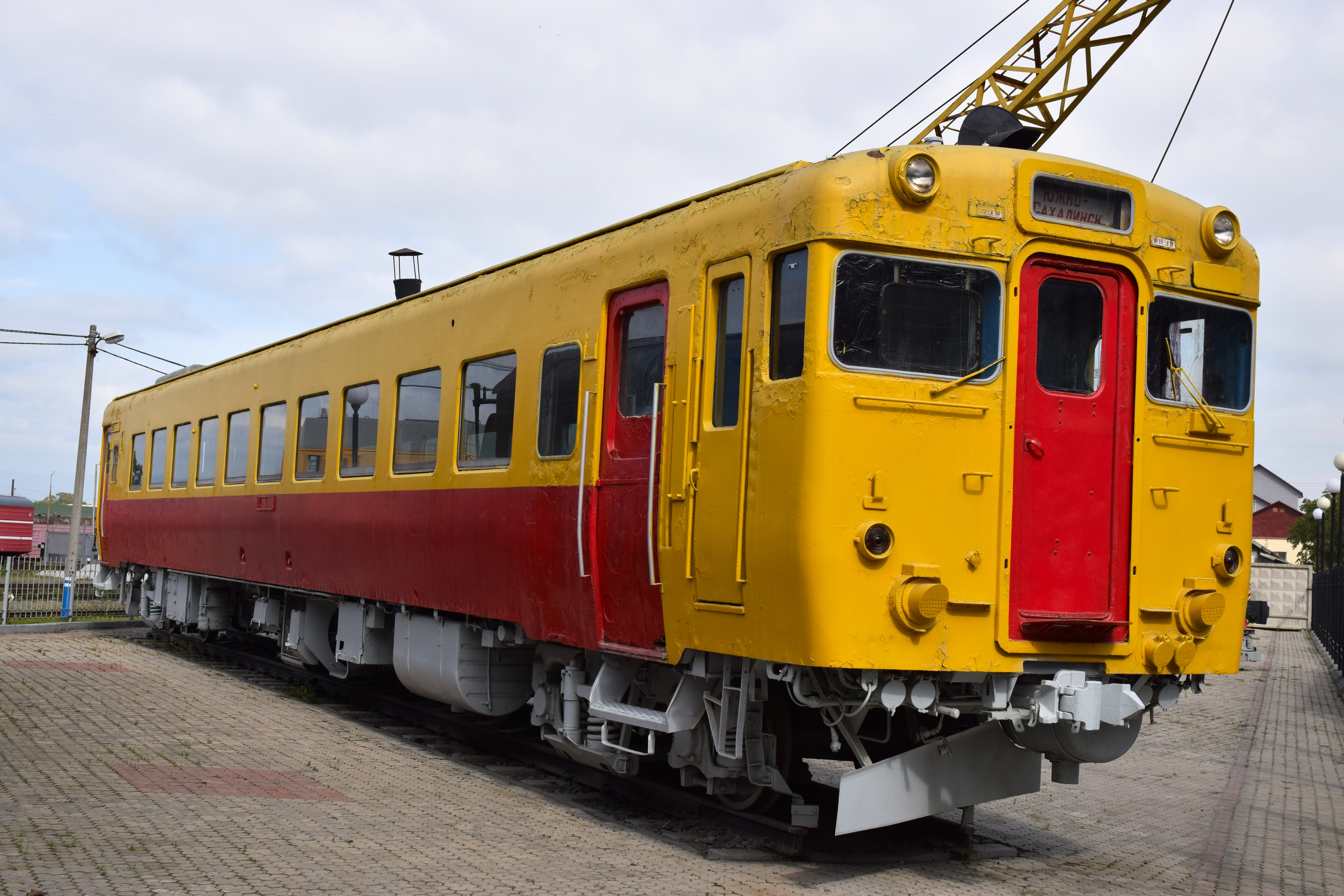
К-1形ディーゼル動車К-01（元JR東日本キハ58 495）
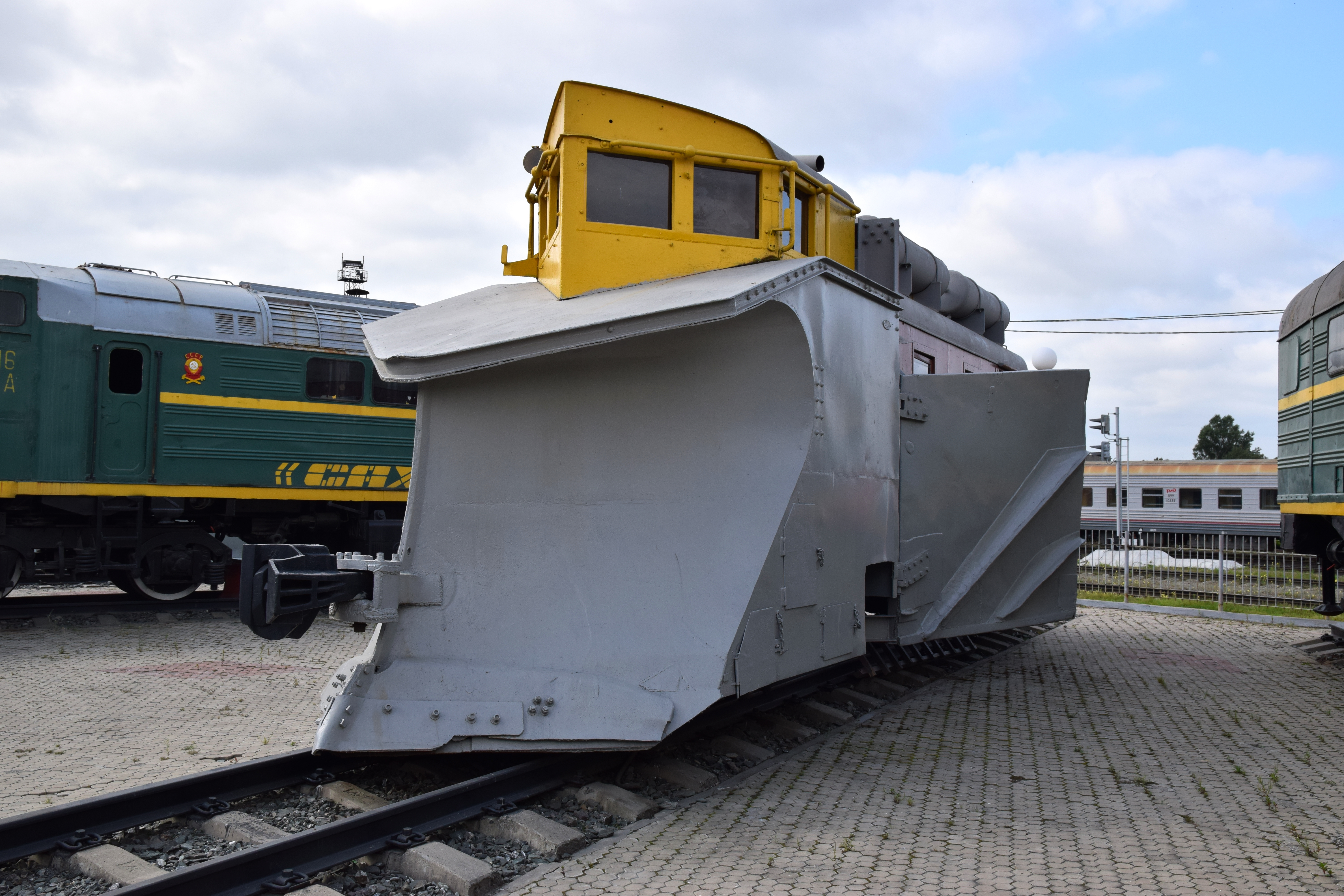
日本時代の雪かき車「ワジマ」

## ユジノサハリンスク子供鉄道
ユジノサハリンスク子供鉄道（Южно-Сахалинская детская железная дорога）は、ユジノサハリンスク市都市公園「ガガーリン公園」内に1954年6月6日に開設された運輸通信省南サハリン鉄道局の子供鉄道（総延長2.2km）で軌間は750mm。現在はロシア鉄道極東鉄道支社が運営し、車両や施設は樺太島内の鉄道を模したものを使用している（校舎は旧御大典記念豊原市民公園（現「ガガーリン記念文化公園」）遊び場型遊園地「コドモの国」跡地の一部に立地）。毎年月・火曜日を除く5月1日から10月30日まで運行され、20校の児童約200人が3人の指導員の指導を受けて鉄道の運営にあたっている。

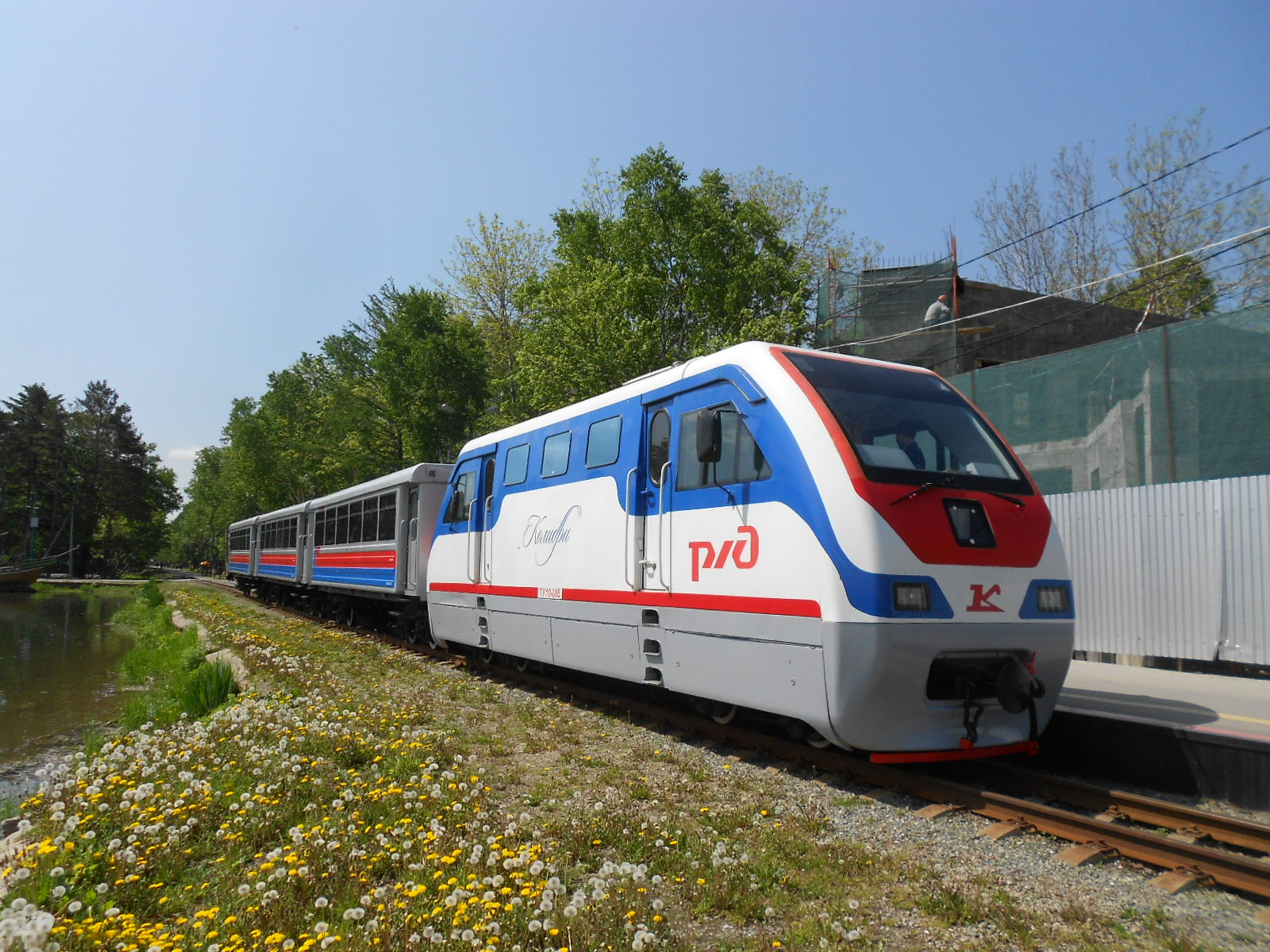
ユジノサハリンスク子供鉄道のТУ10形子供鉄道向けディーゼル機関車ТУ10-005

## 歴史

### 南サハリン鉄道局

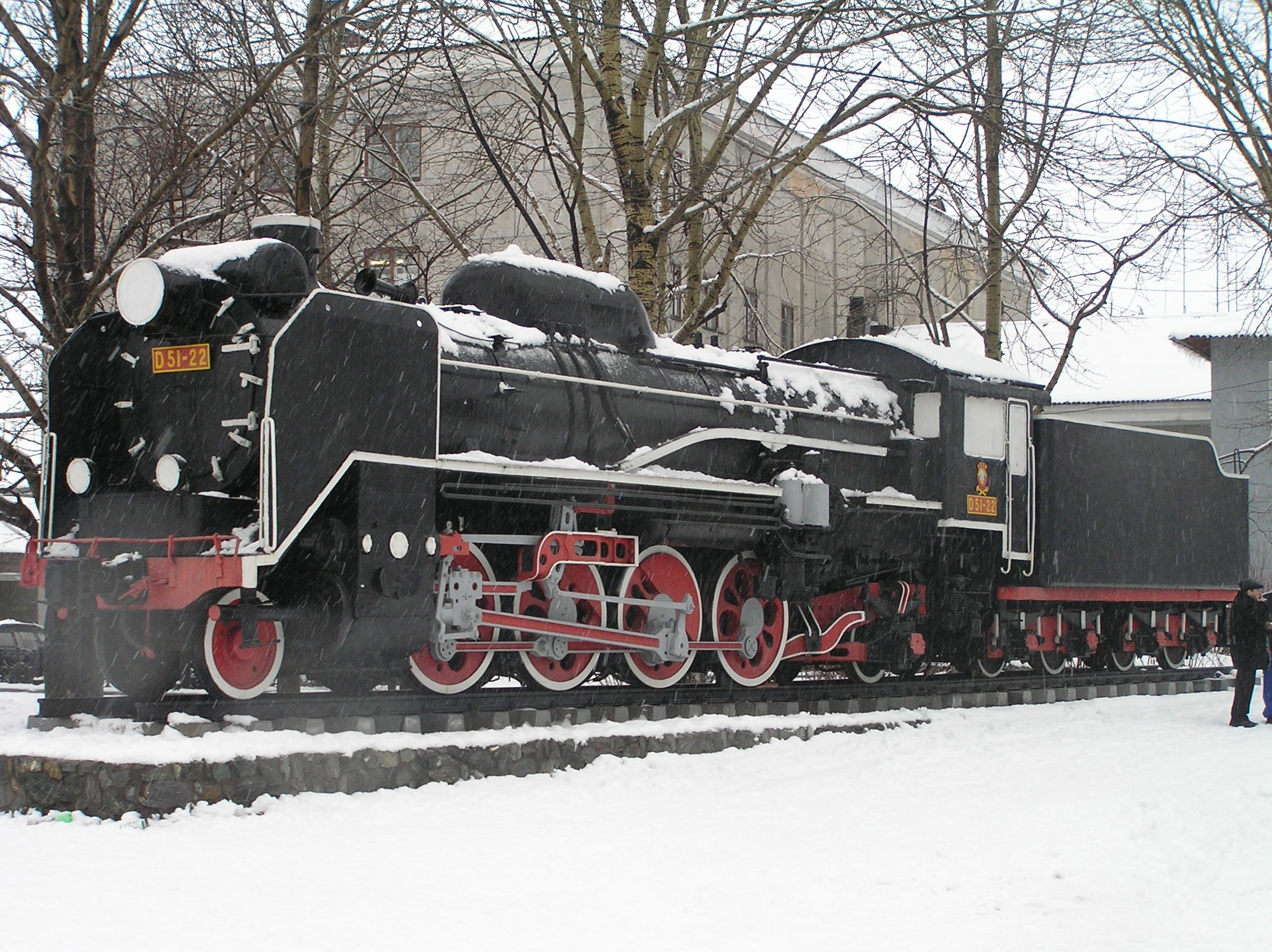
1992年に修復されユジノサハリンスク駅前に保存された戦後製D51形蒸気機関車

1945年当時、日本運輸省鉄道総局樺太鉄道局管内であった国鉄線および私鉄線・専用鉄道線を含む南樺太・千島の施設および資産について、ソ連最高会議幹部会は同年9月20日に国有化を命令し、翌1946年2月2日に公表した。これを受けて同日決議されたソ連人民委員会議令263号「南サハリンにおけるソ連行政システム及び法令の導入」（"Об административном устройстве и введении советских законов на Южном Сахалине"）に基づき、ソ連国鉄を運営するソ連運輸通信人民委員会は1946年2月10日、豊原（1946年6月、ユジノサハリンスクに改称）に南サハリン鉄道局（Южно-Сахалинская железная дорога）の設置を指示した。
南サハリン鉄道局は運輸通信人民委員会がソ連運輸通信省に改組された1946年4月1日に発足し、ユジノサハリンスク、ホルムスク（真岡）、ポロナイスク（敷香）に鉄道地区部（железнодорожных района）が設置された。戦後も樺太においては、1948年末の引き揚げ完了まで日本人の居住が認められたため、この間、日本人が引き続き南サハリン鉄道局管内の国鉄線運営に従事し、ソ連側に業務を引き継いだ。
運輸通信人民委員会および運輸通信省は終戦当時から、樺太北部のネヴェリスコイ海峡に海底トンネルを建設して南サハリン鉄道局管内の鉄道路線をユーラシア大陸側と直結し、軌間を日本時代の狭軌（3フィート6インチ、1067mm）からシベリア鉄道と同等の広軌（5フィート、1524mm）に改軌する計画を立てていた。計画は後に1520mm改軌に改められたが着工されることはなく、1953年に海底トンネル計画の中止が決定されると、改軌計画も消滅した。
南サハリン鉄道局では一部にソ連製の機関車および貨車の投入例があったものの、戦後も約20年間にわたって戦前の日本時代の車両や設備が引き続き使用された。また1948年に新製された日本製のD51形蒸気機関車を主力機関車として輸入したほか、1961年には日立製作所および帝国車輛製のА1形ディーゼル動車3両8両編成を輸入し投入した。

### 極東鉄道局南サハリン支局・サハリン支局

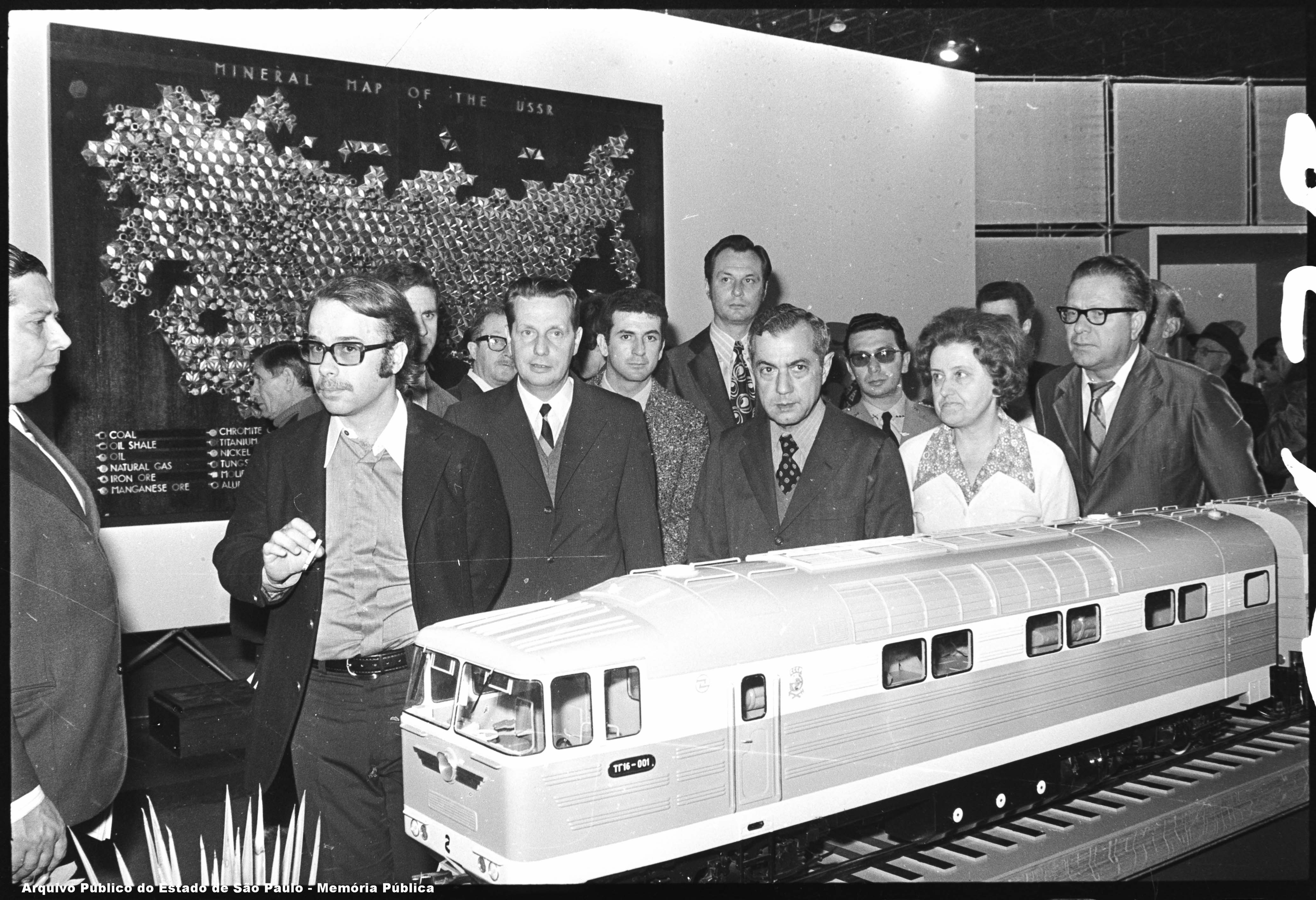
サハリン島内無煙化のために開発された狭軌用のТГ16形ディーゼル機関車は海外への売り込みも行われた（1973年、ブラジル・サンパウロ商業産業展示会）

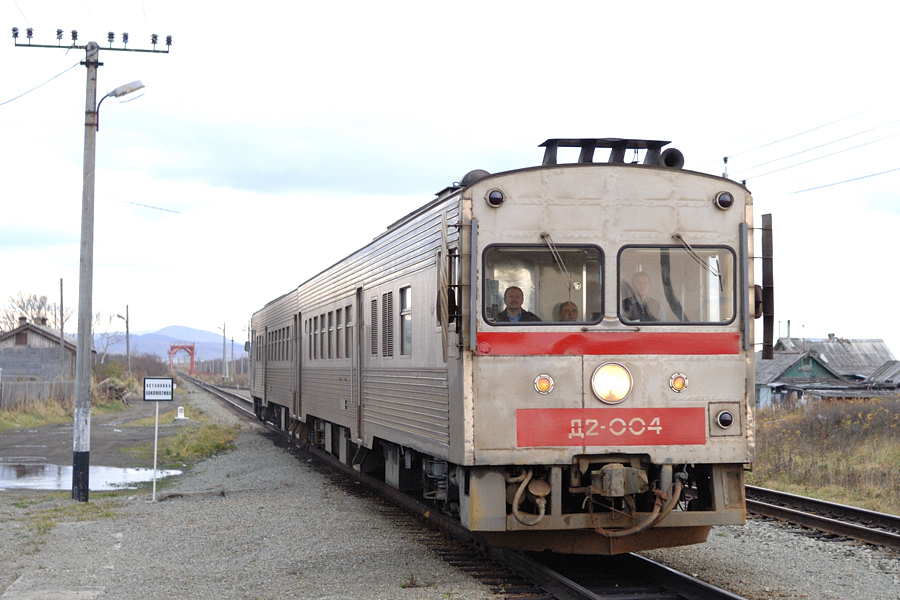
1985年に投入された富士重工業製Д2系ディーゼル動車（2008年、ピオネーリ）

南サハリン鉄道局は1963年、ハバロフスクの運輸通信省極東鉄道局（Дальневосточная железная дорога）の南サハリン支局（Южно-Сахалинского отделения）に編入改組され、鉄道近代化が本格的に進められた。1967年には鉄道用機関車の生産を目的に首都モスクワに近いカルーガ州に開設されたリュジノウスキー技術工場（Людиновский машиностроительный завод, 現・レンプチュムシュ株式公開会社リュジノウスキー技術工場）において、狭軌用のТГ16形液体式ディーゼル機関車（のち同一形式で広軌用も登場）の新製が始まり、翌1968年までに30両が投入されてD51形蒸気機関車を置き換え、1971年に無煙化がほぼ達成された。
信号通信設備の更新も進められた。1966年にユジノサハリンスク - ホルムスク線ノヴォデレヴェーンスカヤ付近の峠区間から自動信号機の導入を開始。第九次および第十次五カ年計画において各線の信号自動化やCTC化、鉄道無線網を整備。全動力車に列車無線が装備された。
当時、東西を結ぶ唯一の路線だったユジノサハリンスク - ホルムスク線は、急峻な山岳路線で輸送上の隘路となっていたため、極東鉄道局では同線に代わる東西連絡幹線として、日本時代に未成線（真久線）だった樺太島最狭部のアルセンチェーフカ - イリインスク間を結ぶ新線建設を進め、1971年に開通。輸送の主力は新線に移行した。
1973年にはバイカル・アムール鉄道（バム鉄道）ターミナルのワニノとホルムスクを結ぶ鉄道連絡船（ワニノ・ホルムスク鉄道連絡船）が就航し、車両航走を介して大陸の鉄道網と接続された。これ以降、サハリン州内の鉄道では日本製の狭軌用客貨車に代わり、広軌用の車体を使用した客貨車が一般的に用いられるようになり、劇的に輸送状況が改善された。
本線（旧樺太東線）ポベージノ以北の北サハリン域内への延伸工事も進められ、1977年には南サハリン支局をサハリン支局（Сахалинского отделения）に改称。1979年にはサハリン北部のノグリキまで開通した。
1980年代に入ると、主要駅のユジノサハリンスク、コルサコフ、ドリンスクで、老朽化した駅舎に代わる新駅舎への改築が行われた。また日本時代からのスイッチバック式の駅だったポロナイスク駅は新設移転され、方向転換せずに列車が通過できるよう改められた。
島内運用のみの気動車については、老朽化したА1形の置き換え用として、広軌用のДР1形ディーゼル動車の軌間を変更して導入する計画を立てたものの実現せず、1985年に富士重工業製のステンレス製ディーゼル動車Д2系を輸入して投入した。

### サハリン鉄道局

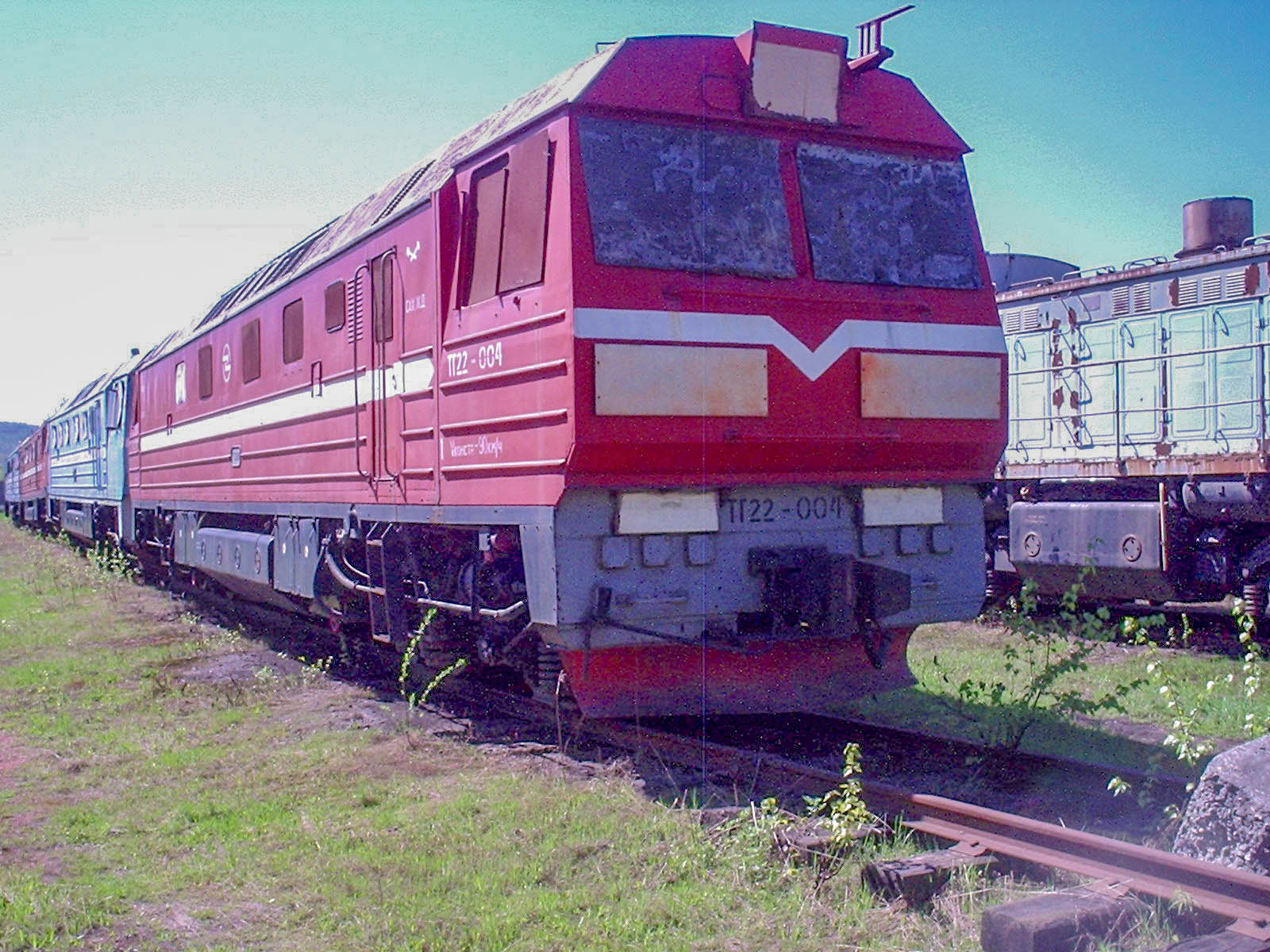
1992年から5両が新製投入されたТГ22形ディーゼル機関車（2006年、ティモウスク構内）

1991年のソビエト連邦の崩壊に伴って1992年1月20日、ソ連運輸通信省はロシア連邦運輸通信省（МПС Российской Федерации）に改組され、極東鉄道局サハリン支局はユジノサハリンスクに設けられたサハリン鉄道局（Сахалинская железная дорога）に再編された。
1992年にはリュジノウスキー技術工場製ТГ22形ディーゼル機関車がТГ16形機関車の置き換え用として3両新製投入され、1995年にも2両が追加配備されてユジノサハリンスク、ホルムスク、ポロナイスクの各機関区に配備された。しかし1990年代のロシア国内における経済混乱に伴い、高インフレーションによる予算不足とサハリン州内の人口減少による輸送需要減少が影響し、鉄道運営は困難な状況に置かれた。機器の信頼性の問題からТГ22形ディーゼル機関車のほとんどが休車に追い込まれ、部品不足からД2形ディーゼル動車も休車となった。
悪化する経営環境に対処し鉄道を維持するため、サハリン鉄道局は1993年5月の理事会技術経営拡大会議で、運営の効率化と大規模な経費削減の方針を決定し、燃料や車両、機械、施設、人員、財務の各面で抜本的な見直しを行った。同年10月にはJR東日本で廃車となったキハ58系ディーゼル動車29両を無償譲受し、部品取り用車などを除く17両をК-1形ディーゼル動車として編入、1994年4月から近郊列車に使用した。
また1995年にかけてダーチノエ - アニワ支線（旧南樺鉄道線）を廃止したほか、ドリンスク - スタロドゥープスコエ支線（旧樺太東線栄浜支線）、ネヴェリスク - ホルムスク間（旧樺太西線の一部）およびシャーフタ＝サハリーンスカヤ - ネヴェリスク間（旧南樺太炭鉱鉄道線）など輸送需要が小さい閑散線区の旅客列車や貨物列車の運行を休止するなど、大規模な合理化を進めた。
このほか1994年には、トンネル施設損壊で、ユジノサハリンスク - ホルムスク線ノヴォデレヴェーンスカヤ - ニコライチューク間が不通となった。同区間の開通にはトンネル12か所（総延長5087m）の修復が必要で多額の経費を要することが判明したため、同線の運行休止と不通区間の廃止を決めた。一方、旧樺太西線時代に建設されたホルムスク - イリインスク間のトンネル老朽化も深刻化したが、本土と東岸を結ぶ幹線であることから、迂回する新線を建設して1996年に開通させた。
国内経済が安定した2000年代に入ると予算・部品不足状態も解消し、老朽化したК-1形は役割を終えて2000年に運用を終了、ТГ16形ディーゼル機関車も初期車が廃車になった。2001年には光ファイバー通信網「サハリン＝トランステレコム」（Сахалин-ТрансТелеком）の整備に着手。さらに2002年7月、運輸通信省はサハリン鉄道局管内の狭軌路線について、ソ連編入当初の計画であった広軌（1520mm）への全面改軌計画「路線再建」（Реконструкция дороги）を決定した。

### ロシア鉄道サハリン鉄道支社・極東鉄道支社サハリン地域部
ロシア連邦運輸通信省が運営する国鉄事業は2003年、国有企業のロシア鉄道公開株式会社に改組承継され、サハリン鉄道局は同社のサハリン鉄道支社となった。
同年、サハリン鉄道支社管内の改軌工事が着工した。改軌工事はロシア鉄道第188土木機械局（Путевая машинная станция ПМС-188）が所管した。狭軌車両による現在の列車運行を支障しないように線路外方に広軌用のレールを敷設する三線軌条方式とし、橋梁の掛け替え、排水構造物の建設、軌道やトンネルの強化などの施設更新を同時に進め、2010年までに37橋梁、75排水施設と新線迂回トンネル2区間を建設した。またサハリン＝トランステレコムの光ファイバー通信網整備も、2006年にティモウスク - ノグリキ間121.4kmの敷設終了によって完成した。
ロシア鉄道の2010年10月1日の組織改正で、サハリン鉄道支社は運輸通信省極東鉄道局を前身とする極東鉄道支社（ハバロフスク）に編入され、極東鉄道支社サハリン地域部（Сахалинский регион Дальневосточной железной дороги）となった。さらに2012年にはサハリン旅客企業株式会社（АО «Пассажирская компания „Сахалин“»）が発足し、管内の旅客列車運行事業が移管された。
サハリン鉄道支社時代から開始した改軌・鉄道施設改良工事は、2011年1月1日時点で328kmで完成した。同年度は前年を10km以上上回る55.3kmの改軌工事を施工して改軌総延長は2012年春に383kmに到達。同年7月に路線総延長804.9kmの5割を超え、同年10月には438kmに達した。2018年3月までに全線の3分の2にあたる約600kmで三線軌条の敷設が完了、2019年6月から最終工事のため、改軌対象路線にて運行を停止、2019年9月1日に一部線区を除き広軌での運行を開始。さらに2020年から2021年にかけてシャーフティ - ネヴェリスク - ホルムスク間など残る2線区の改軌も終了し、島内全線区の広軌化が完了した。広軌化に投じられた予算は約20年間で総額370億ルーブル以上に達した。